# Экономика Приднестровской Молдавской Республики
Экономика Приднестровья (народное хозяйство Приднестровской Молдавской Республики) — хозяйственная деятельность общества, а также совокупность отношений, складывающихся в системе производства, распределения, обмена и потребления на территории непризнанной Приднестровской Молдавской Республики; исторически сложившийся комплекс (совокупность) отраслей производства данного непризнанного государства, взаимосвязанных между собой разделением труда.

## Макроэкономические характеристики
В современном мире насчитывается несколько десятков территориальных образований, не имеющих окончательного внутреннего или международного политико-правового статуса. К таким регионам относится и Приднестровская Молдавская Республика (провозглашена 2 сентября
1990 г.). Для неё характерны существенные особенности организации производственной деятельности, социальной сферы и внешнеэкономических связей
В Приднестровье сконцентрирована значительная часть промышленности бывшей МССР. При этом за 25 лет фактической независимости от Молдовы сформировались новые приднестровские предприятия, которые ныне обеспечивают более половины поступлений в бюджет ПМР.
В непризнанной Приднестровской Молдавской Республике сложилась собственная многоотраслевая экономика, с ведущими отраслями: электроэнергетика, чёрная металлургия, машиностроение (электротехническая, химическая), легкая промышленность и пищевая промышленность, деревообрабатывающая и полиграфическая промышленности, промышленность строительных материалов.
Главными проблемами экономики региона является непризнанный статус, вследствие чего происходит массовая эмиграция молодёжи в Россию (при наличии у неё российского гражданства и документов об образовании российского образца), а также в Молдавию. По окончании зарубежного ВУЗа лишь 7% респондентов планируют вернуться в Приднестровье. С 2000 по 2015 г. численность населения Приднестровья, согласно официальным источникам, сократилась с 651 800 человек до 475 700 человек.
Приднестровские предприятия (из-за трудностей транзита через Украину и необходимости валютной выручки) активно торгуют с Евросоюзом. При этом для ведения экспортно-импортных операций они вынуждены получать вторую регистрацию в соответствующих органах Республики Молдовы с целью получения необходимых документов. Товары идут на экспорт (в ЕС, в страны Таможенного Союза и т. д.) под маркировкой made in Moldova. Всего на 1 апреля 2014 года двойную регистрацию (в Молдавии и в ПМР) получили 592 приднестровских экономических агента.

### Экономическая политика
В 2015 г. правительство ПМР намерено значительно перестроить экономику республики: развивать производства, нацеленные на покрытие потребностей внутреннего рынка и на экспорт в Россию, так как в конце 2015 года Евросоюз поднимет для товаров из Приднестровья ввозные пошлины до 10-15 % процентов.
Министерство финансов Приднестровской Молдавской Республики регулирует макроэкономическую политику, устанавливаемую Министерством экономического развития ПМР.
В этом контексте наиболее перспективными являются следующие направления исследований:

а) проведение SWOT-анализа;

б) определение наиболее эффективных направлений перспективного развития, основанных на принципах инновационности, ресурсосбережения, энергосбережения, экологизации, социальной ориентации, интенсификации, на максимальном использовании региональных преимуществ;

в) разработка оптимальных схем развития и размещения производственных единиц и объектов социальной сферы;

г) оптимизация институционального и территориального управления;

д) выявление эффективных источников и направлений инвестиций;

е) рационализация системы внешнеэкономических связей

#### ВВП Приднестровья
За 2013 год валовой внутренний продукт (ВВП) в Приднестровье в текущих ценах составил 11 691,0  млн. рублей или 1 053,2  млн. долл. США.
ВВП на душу населения составило (в текущих ценах) 23 045,8 руб. или 2 076,2 долл. США.
С учётом оценки объемов производства субъектов малого предпринимательства, промышленных подразделений при непромышленных организациях объем произведённой промышленной продукции за 2013 год составил 8 833,8 млн. руб. или 87,7% против уровня 2012 года.

В долларовом выражении объем производства продукции составил 795,8 млн. долл. США или 88% против уровня 2012 г..
ВВП Приднестровья в 2007 году составлял 6789,0 млн. приднестровских рублей, что составляло 111,7 % к ВВП 2006 года В январе — сентябре 2007 года 37,06 % ВВП приходилось на производство товаров (в том числе сельское хозяйство 0,76 %), 55,92 % ВВП пришлось на сферу услуг.
Инфляция в республике за 2007 достигала почти 30 %, за первые 4 месяца 2008 года — 15,78 % В ПМР прожиточный минимум для трудоспособного населения на декабрь 2014 года составлял 1308,76 рублей ПМР (в среднем на душу населения; эквивалент $118); средняя зарплата — 4039 рубля ПМР или $364
За 2017 год ВВП в текущих ценах составил 12 298,8 млн руб. и снизился по сравнению с 2016 г. в сопоставимых ценах на 2,52 %. ВВП в расчёте на душу населения в текущих ценах составил 26 178,3 рубля.

#### Бюджетообразующие предприятия и организации
Большую часть платежей в бюджет ПМР осуществляют структуры холдинга «Шериф».

| Информация об уплаченных налогах и платежах в бюджет и внебюджетные фонды крупными налогоплательщиками в 2022 году и о средней численности работников | Информация об уплаченных налогах и платежах в бюджет и внебюджетные фонды крупными налогоплательщиками в 2022 году и о средней численности работников | Информация об уплаченных налогах и платежах в бюджет и внебюджетные фонды крупными налогоплательщиками в 2022 году и о средней численности работников | Информация об уплаченных налогах и платежах в бюджет и внебюджетные фонды крупными налогоплательщиками в 2022 году и о средней численности работников | Информация об уплаченных налогах и платежах в бюджет и внебюджетные фонды крупными налогоплательщиками в 2022 году и о средней численности работников |
| № | Наименование организации | Общая сумма уплаченных платежей | Общая сумма уплаченных платежей | Средняя численность работников, чел. |
| № | Наименование организации | млн. руб. ПМР | млн. $ | Средняя численность работников, чел. |
| --- | --- | --- | --- | --- |
| 1 | ООО «Шериф» | 780,6 | 47,9 | 5066 |
| 2 | ЗАО «Молдавская ГРЭС» | 316,4 | 19,4 | 1855 |
| 3 | ОАО «Молдавский металлургический завод» | 252,2 | 15,5 | 2405 |
| 4 | ООО «Тиройл Трейд» | 229,9 | 14,1 | 177 |
| 5 | СЗАО «Интерднестрком» | 136,6 | 8,4 | 1127 |
| 6 | ООО «Хайтек» | 115,5 | 7,0 | 376 |
| 7 | ЗАО «Рыбницкий цементный комбинат» | 110,0 | 6,7 | 645 |
| 8 | ЗАО «Тиротекс» | 104,1 | 6,4 | 2517 |
| 9 | ЗАО "ТВКЗ «KVINT» | 100,6 | 6,1 | 974 |
| 10 | ООО «Тираспольтрансгаз-Приднестровье» | 81,4 | 5,0 | 1460 |
| 11 | ООО «Ростан Плюс» | 61,8 | 3,8 | 88 |
| 12 | ООО «Юмэтер» | 61,4 | 3,8 | 551 |
| 13 | ЗАО «Агропромбанк» | 59,9 | 3,7 | 958 |
| 14 | ГУП «Единые распределительные электрические сети» | 56,4 | 3,5 | 1147 |
| 15 | ЗАО "СК «Шериф» | 51,9 | 3,2 | 424 |
| 16 | ГУП «Водоснабжение и водоотведение» | 44,9 | 2,8 | 1836 |
| 17 | ООО «Вивафарм» | 38,4 | 2,4 | 398 |
| 18 | ЗАО «Тираспольский хлебокомбинат» | 38,2 | 2,3 | 771 |
| 19 | ЗАО "Завод «Молдавизолит» | 36,2 | 2,2 | 593 |
| 20 | ОАО «Эксимбанк» | 35,4 | 2,2 | 642 |
| 21 | ГУП "ГК «Днестрэнерго» | 34,2 | 2,1 | 583 |
| 22 | МГУП «Тирастеплоэнерго» | 33,5 | 2,0 | 1074 |
| 23 | ЗАО «Бендерский мясокомбинат» | 33,1 | 2,0 | 454 |
| 24 | ЗАО «Приднестровский Сберегательный банк» | 31,9 | 1,9 | 675 |
| 25 | ООО «Веком» | 30,7 | 1,9 | 16 |
| 26 | НП ЗАО «Электромаш» | 30,2 | 1,9 | 629 |
| 27 | ООО «ТанЛео» | 27,9 | 1,7 | 39 |
| 28 | ООО ТПФ «Интерцентр Люкс» | 25,2 | 1,5 | 656 |
| 29 | ЗАО «Тираспольский комбинат хлебопродуктов» | 25,0 | 1,5 | 542 |
| 30 | ООО «Провизор.ком» | 24,5 | 1,5 | 269 |
| 31 | ООО «ДСМ Ресурс» | 24,1 | 1,5 | 25 |
| 32 | ЗАО «Бендерский пивоваренный завод» | 23,8 | 1,5 | 215 |
| 33 | ООО «Транс-Логистик» | 22,2 | 1,4 | 10 |
| 34 | ООО «Кейсер» | 21,8 | 1,3 | 150 |
| 35 | ООО «Трейдинг Групп» | 20,9 | 1,3 | 118 |
| 36 | ЗАО «Метан-Авто» | 20,8 | 1,3 | 105 |
| 37 | ЗАО «Букет Молдавии» | 18,8 | 1,2 | 267 |
| 38 | ОАО «Тирнистром» | 18,5 | 1,1 | 202 |
| 39 | ООО «Фарба» | 18,0 | 1,1 | 70 |
| 40 | ООО «Век» | 17,9 | 1,1 | 81 |
| 41 | ООО «Лендер Агроприм» | 17,7 | 1,1 | 160 |
| 42 | ОАО «Тираспольский молочный комбинат» | 17,6 | 1,1 | 437 |
| 43 | ЗАО «Тираэт» | 16,2 | 1,0 | 84 |
| 44 | ЗАО "РП «Бендерский машиностроительный завод» | 15,3 | 0,9 | 363 |
| 45 | ООО «Лювена» | 13,5 | 0,8 | 68 |
| 46 | ООО «Ла Вида» | 13,4 | 0,8 | 212 |
| 47 | ООО «Динисалл» | 12,9 | 0,8 | 8 |
| 48 | ОАО «Машинно-технологическая станция» | 12,4 | 0,8 | 147 |
| 49 | ЗАО «Молдавкабель» | 11,8 | 0,7 | 236 |
| 50 | Филиал АО "ОДК «Завод „Прибор“ г. Бендеры | 11,3 | 0,7 | 363 |
| 51 | ООО „Софтшуз“ | 11,2 | 0,7 | 472 |
| 52 | ООО „Фиальт-Агро“ | 11,0 | 0,7 | 693 |
| 53 | ЗАО „Одема“ им. В. Соловьёвой | 10,3 | 0,6 | 439 |
| 54 | ГУП „Республиканские оросительные системы“ | 10,3 | 0,6 | 587 |
| 55 | ОАО „Приднестровский радиотелецентр“ | 10,1 | 0,6 | 178 |
| 56 | ОАО „Технопарк“ | 10,1 | 0,6 | 19 |
| 57 | ОАО „Флоаре“ | 10,0 | 0,6 | 369 |
| 58 | ООО „Рист“ | 9,4 | 0,6 | 366 |
| 59 | ГУП „Дубоссарская ГЭС“ | 9,0 | 0,6 | 110 |
| 60 | ЗАО „Тирстроймеханизация“ им. Н. П. Голуб» | 8,9 | 0,5 | 145 |
| 61 | ООО «Центр-Маркет» | 8,8 | 0,5 | 247 |
| 62 | СООО «Терри-Па» | 8,8 | 0,5 | 398 |
| 63 | ООО «Тиротекс-Энерго» | 8,8 | 0,5 | 146 |
| 64 | ГУКП «Приднестровская железная дорога» | 8,1 | 0,5 | 514 |
| 65 | ГУП "МЦ «ТираМед» | 6,4 | 0,4 | 148 |
| 66 | ГУП «Приднестровье-лес» | 5,8 | 0,3 | 342 |
| 67 | ОАО «Бендерский хлеб» | 5,7 | 0,3 | 215 |
| 68 | ОАО «Биохим» | 5,7 | 0,3 | 117 |
| 69 | ГУП «Почта Приднестровья» | 5,5 | 0,3 | 658 |
| 70 | ГУП «Слободзейское дорожное эксплуатационно-строительное управление»                                                                                  | 4,6 | 0,3 | 152 |

 входит в холдинг «Шериф»
 частично или полностью принадлежит государству
 частично или полностью принадлежит российским компаниям

### История становления
В 1990 году, до распада СССР, Приднестровье давало 40 % ВВП Молдавии и производило 90 % электроэнергии. В 70-80-х годах XX века сюда были отправлены по конкурсу на постоянное место жительство (вместе с семьями) тысячи лучших специалистов в области передельной металлургии, точного и электротехнического машиностроения, электроэнергетики, птицеводства на условиях создания на данной территории инфраструктуры для жизни на уровне крупных городов СССР.
По мере разворачивания конфликта в Приднестровье, регион начал предпринимать меры по созданию независимой экономики. 22 декабря 1992 года в ПМР был создан собственный центральный банк. В 1994 году в ПМР были введены в обращение собственные денежные знаки — Приднестровский рубль. 1 января 2001 была проведена деноминация.
В течение 2000-х годов (позднее, чем в целом по экс-СССР) в Приднестровье была проведена массовая приватизация, основные предприятия и фирмы оказались в руках частных предпринимателей из ПМР и зарубежных инвесторов (из России, с Украины, из США, Италии и т. д.)
В 2006 году из-за внешнеполитического кризиса региону была устроена экономическая блокада со сторны Молдавии и Украины, которая резко отрицательно сказалась на ВВП и объёмах экспорта 2006 года. Блокада продолжается по сей день.
Однако, до сих пор при сопоставлении покупательской способности рубля Приднестровской Молдавской Республики и лея Республики Молдова, сравнительные цифры оказываются явно не в пользу Молдовы.
В течение 2012—2015 годов рубль Приднестровской Молдавской Республики неожиданно оказался самой крепкой денежной единицей (пусть и непризнанной) на территории всего пост-советского пространства). С 14 апреля 2012 года и до войны государства с «Шерифом» курс рубля ПМР был по отношению к доллару США11 рублей 10 копеек ПМР. Благодаря мудрой и взвешенной экономической линей проведенной Красносельским и Ко, курс устоялся на отметке 16,50 руб.

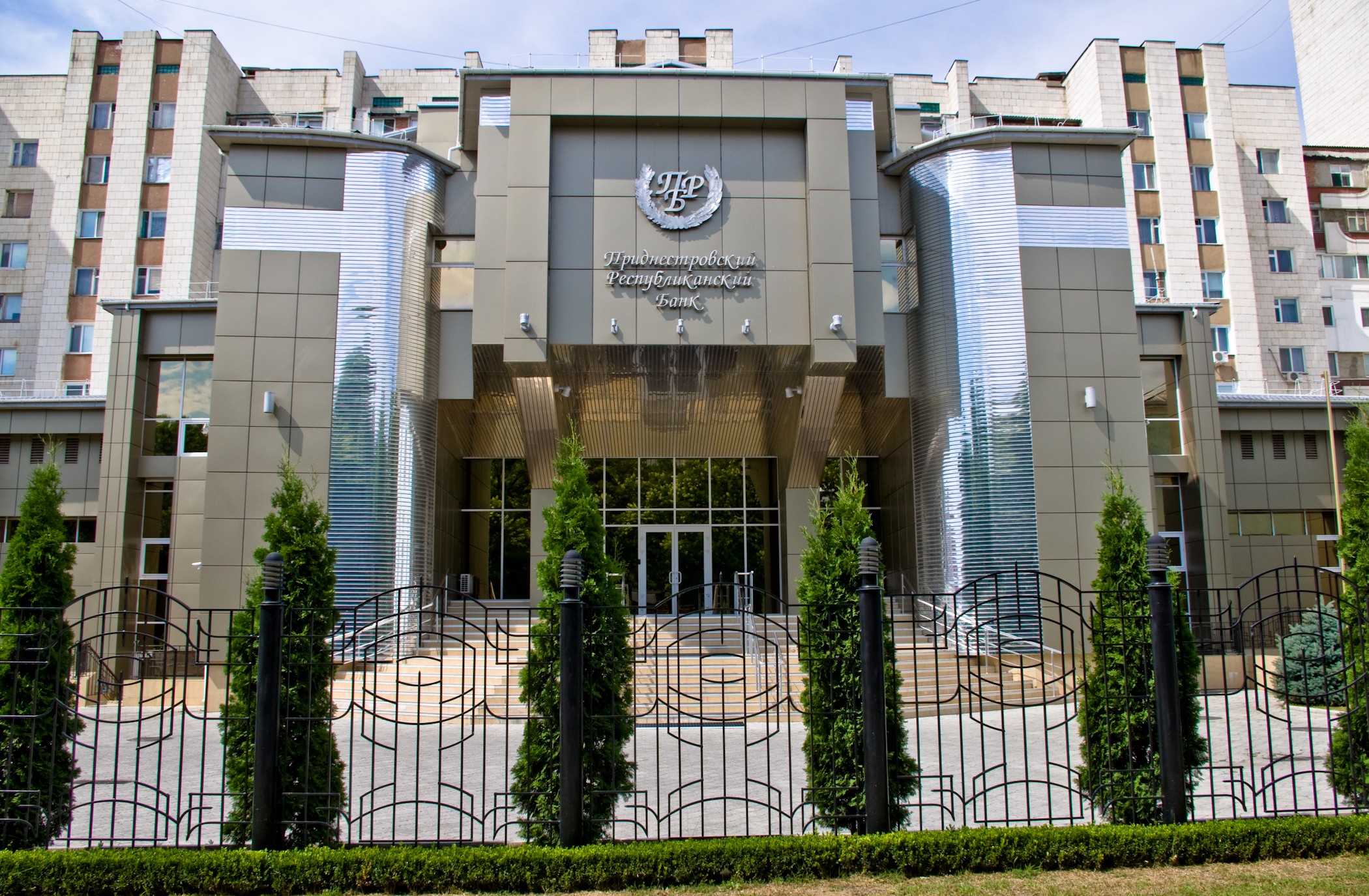
Приднестровский Республиканский Банк

В республике действует 6 коммерческих банков: ЗАО «Приднестровский Сберегательный Банк», ЗАО «Агропромбанк» и другие. Финансовая деятельность регулируется государственным Приднестровским Республиканским Банком. С 2005 года в Тирасполе работает свой Монетный двор. В Приднестровье также существует собственная НП «Приднестровская фондовая биржа», на которой проводятся торги акциями приватизируемых госпредприятий.
ПМР располагает развитым промышленным потенциалом и высоко профессиональными кадрами технических работников и рабочих специалистов. Республика расположена на пересечении торговых путей в Западную Европу, располагает хорошими дорогами и прочей необходимой инфраструктурой для развития народного хозяйства и комфортных условий для жизни. Все это закладывает базовые основы для привлекательности ПМР для иностранных инвесторов.

#### Антимонополизм и конкуренция в ПМР
Экономика ПМР характеризуется высокой степенью монополизации народного хозяйства в связи с небольшой численностью населения (около 0,5 миллиона человек) на небольшой площади (около 4 тыс. км²) и необходимостью развивать все отрасли народного хозяйства для возможности автономно существовать от внешнего мира в условиях экономической блокады, продолжающейся с 2006 года.
Несмотря на столь неблагоприятные политические обстоятельства, в ПМР действует свой Комитет цен и антимонопольной деятельности Приднестровской Молдавской Республики, разрабатывающий меры по формированию рыночных отношений, развитию предпринимательства и конкуренции, выполняющий контроль за соблюдением антимонопольного законодательства ПМР.
Основными конкурентами холдингу «Шериф» на территории Приднестровской Молдавской Республики в вопросах оптовой и розничной торговли, а также связи и коммуникаций (где фирма по свои объёмам реализации охватила более половиной рынка ПМР) являются:
- в настоящий момент в качестве основного конкурента супермаркетам «Шериф» в г.Тирасполь 27.03.15 г. открылся супермаркет (и строится гипермаркет) украинской компании «Фуршет»[37],
- оптовые базы приднестровских компаний «Цыта» и «Калиюга», многочисленные торговые дома и торговые центры в городах ПМР и магазины базовых агрофирм ПМР; филиалы крупной компании «Интерцентр-Люкс»
- местные интернет-провайдеры городов ПМР

За пределами ПМР в городах Молдовы, расположенных в приграничной зоне от городов Приднестровской Молдавской Республики основными конкурентами являются:
- «Metro» (немецкая группа компаний, управляющая третьей по величине торговой сетью в Европе и четвёртой — в мире)[38]) и другие, расположенные вблизи городов ПМР
- провайдеры услуг связи Европы: «Orange» (один из ведущих мировых операторов сотовой связи) и другие, чьи радиусы покрытия сигналом охватывает территорию Приднестровской Молдавской Республики.

## Поставки российского газа
Промышленные предприятия Приднестровской Молдавской Республики находятся в зависимости от поставок российского газа (генерируемой на его основе электроэнергии).
Объём импортируемого газа из России за 2023 год: 1888,8 млн. м³.
Поставки газа с 2009 года осуществлялись в долг, то есть само Приднестровье за него не платило. При этом «Газпром» не разделяет задолженность на Кишинёв и Тирасполь, записывает всё на Молдавию и называет Приднестровье «надёжным партнёром» и «значимым рынком». Накопление долга происходит не только из-за неплатежей, но и из-за политики льготных тарифов. Для населения ПМР, например, стоимость кубометра природного газа в пределах лимита потребления в 5-6 раз ниже, чем в Молдавии и Украине, и примерно на 20% ниже чем в России.
Вместе с этим, в 2011 и 2012 годах природный газ стоил для приднестровских промышленных предприятий соответственно 34,6% и 35,3% его реальной отпускной цены, и только за эти два года долг ПМР за газ вырос более чем на 1 миллиард долларов.
В конце 2011 года Республика Молдова, столкнувшись с проблемами дефицита бюджета, попыталась оспорить часть своего долга перед Россией за поставленный газ, рассчитав долг ПМР за газ в сумме около 3 млрд долларов. При этом выступавший за интеграцию ПМР в состав Республики Молдова посол России в Молдавии Валерий Кузьмин охарактеризовал положение Приднестровья как «преддверие экономической катастрофы». Однако, Правительство России в начале 2012 года не согласились с такой постановкой вопроса Правительством Молдовы, требуя от Молдавии:
- либо признать Приднестровскую Молдавскую Республику равноправным партнёром и затем лишь высчитывать реальную сумму долга каждого из партнёров, которая должна быть согласована с приднестровской стороной;
- либо Молдове, если она настаивает на своей территориальной целостности, искать самой средства для оплаты долга за газ перед Россией[47].

1 января 2025 года российский «Газпром» полностью прекратил поставки газа в Молдавию (через Преднестровье). По версии российской компании, причиной стало «существенное нарушение» действующего контракта, связанное с отказом молдавской стороны урегулировать задолженность. Молдова же признает только 8,6 миллиона долларов долга из 709 миллионов, которые насчитала российская сторона. При этом на правом берегу Днестра дефицита газа нет — Кишинёв уже два года получает его из других источников, в частности, из Румынии. После прекращения поставок газа, непризнанная ПМР столкнулась с тяжелейшим энергетическим кризисом. Были остановлены почти все промышленные предприятия, Молдавская ГРЭС была переведена на угольное топливо. В правительстве Молдовы заявили, что энергетический кризис в Приднестровье является частью масштабного плана России по дестабилизации ситуации в регионе.

## Промышленность
Острой проблемой является отсутствие у региона собственной ресурсной базы и многолетняя задолженность предприятий, принадлежащим российским собственникам (Молдавская ГРЭС, Молдавский металлургический завод, Рыбницкий цементный завод) за поставки газа от ТираспольТрансГаза-Приднестровья (Молдовагаз, принадлежащего РАО Газпром), составлявшая на начало 2008 года без учёта пени 885,9 млн долл см. также: Мировой энергетический кризис (2021)#Молдавия. Долг ПМР за поставленный российский газ рос все годы существования непризнанной республики: в 2006 году долг перед «Газпромом» с учетом пени составлял  $1,187 млрд, а в 2009 году уже около $3,8 млрд ( юридически этот долг числился за Молдавией).
Торгово-промышленная палата (ТПП) ПМР входит в Ассоциацию торгово-промышленных палат Центрального федерального округа России.
" Законом «О Торгово-промышленной Палате Приднестровья» утверждены функции выдачи сертификатов происхождения товаров по формам «C», «СТ-1», дающие право на преференции в странах СНГ, в частности в Российской Федерации

### Добывающая промышленность и строительство
Среди предприятий горнодобычи (карьерная добыча известняка из котельцовых шахт, полезных ископаемых песчано—гравийных месторождений) лидирует ОАО «Тирнистром» (сёла Суклея, Малаешты, г.Григориополь).
Рыбницкий цементный комбинат является крупным экспортёром и производит 100 % цемента в республике
Среди лидеров: ОАО «Тирстекло», Тираспольский завод ЖБИ, ЗАО «Завод домостроительных конструкций», Тираспольский кирпичный завод, ЗАО «Строительный трест», ЗАО «Строительное Управление-28», ЗАО «Тирастроймеханизация», ООО «Радикал».
строительство:
За 2007 год в республике введено в действие 44252,2 м2 общей площади жилых домов.

### Тяжёлая промышленность

#### Чёрная металлургия
Передельная чёрная металлургия (на основе переработки металлолома) составляет основу тяжёлой промышленности региона.
Молдавский металлургический завод является крупнейшим экспортёром продукции из Приднестровской Молдавской Республики.
С 2013 года его собственником (как и «Рыбницкого цементного завода») является крупная российская компания «Металлоинвест».

#### Электротехническая промышленность, приборостроение
В Приднестровье работает ряд крупных заводов точного машиностроения и приборостроения:
- Предприятия российских собственников ВПК России:
  - ЗАО «Российское предприятие Бендерский машиностроительный завод» (г.Бендеры), принадлежащий королёвскому ЗАО «АвиаМЗкомплект»[64][65];
  - завод «Прибор» (г.Бендеры), принадлежащий российскому ФГУП «ММПП „Салют“»[66];
- Предприятия иных собственников:
  - завод «Электромаш» (г.Тирасполь);
  - ЗАО «Молдавкабель» (г.Бендеры);
  - завод «Литмаш» (г.Тирасполь), принадлежащий управляющей киевской компании ООО «Литмаш-Комплект», Украина);
  - завод «Электрофарфор» (г.Бендеры), ОАО "Бендерский завод «Электроаппаратура», ЗАО «Тираспольский электроаппаратный завод» и другие[67] и другие.

#### Химическая промышленность
Крупнейшим представителем химической промышленности в ПМР является ЗАО «Завод „Молдавизолит“» (входит в состав холдинга «Шериф»), действуют и другие заводы данного направления.
Завод «Молдавизолит» — производитель широкого спектра электротехнических электроизоляционных материалов, текстолитовых и стеклотекстолитовых трубок и стержней, диэлектриков СВЧ-диапазона, полимерных изделий.

### Лёгкая промышленность
Легкая промышленность ПМР состоит из подотраслей: швейная промышленность, трикотажная промышленность, обувная промышленность и другие отрасли.

#### Швейная промышленность, обувная промышленность

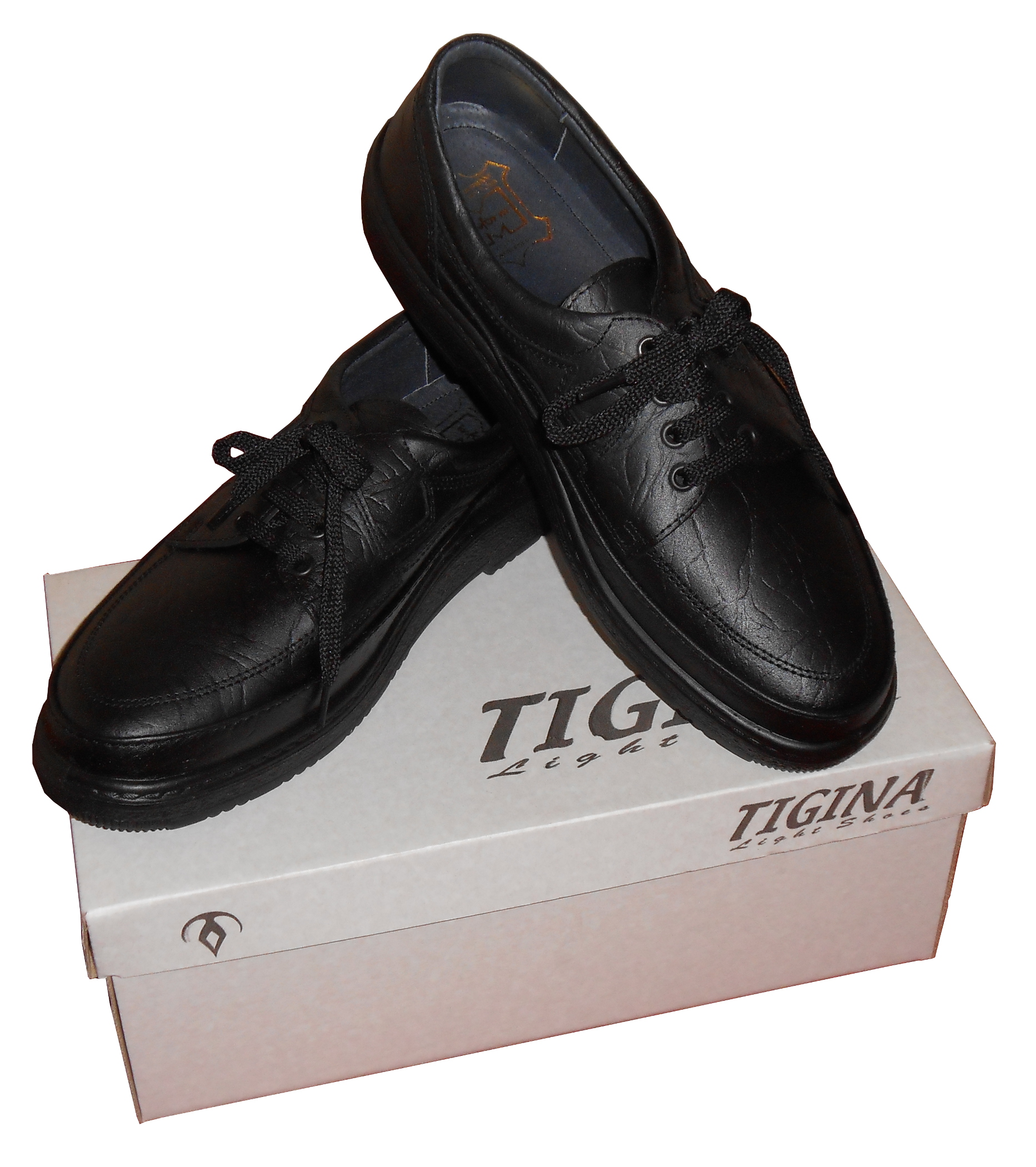
Туфли Тигина

В швейной и трикотажной промышленности ПМР лидирует комбинат «Тиротекс», принадлежащий «Агропромбанку». Он является вторым по величине текстильным предприятием в Европе. С ним успешно конкурирует Интерцентр Люкс (г.Тирасполь с филиалом в г.Дубоссары) и швейный комбинат «Одема». Среди прочих предприятий данной подотрасли выделяется ЗАО «Векстра» (г.Бендеры) и так далее.
В обувной и прочих видах лёгкой промышленности ПМР лидируют фабрики: ООО «Софтшуз» (г.Бендеры с филиалом в г.Рыбница. С ней успешно конкурирует ОАО «Флоаре» (г.Бендеры) и ООО «Рида» (г.Тирасполь. Среди прочих предприятий данной подотрасли выделяется фабрика «Тигина» (г.Бендеры) с фирменными магазинами по всем городам ПМР, молдо-германское предприятие СООО «Терри-ПА» (село Парканы).
Объём производства лёгкой промышленности в 2007 году составлял 925,8 млн приднестровских рублей из 6836,8 млн всего по промышленности.

#### Мебельная промышленность, полиграфия
Из многочисленных производителей мебели в ПМР крупнейшей является мебельная фабрика «Евростиль».
В Конкурсе «Приднестровское качество 2014» среди предприятий лесохимического комплекса лучшими были признаны: ОАО «Газполимерсервис» (напорные и газовые трубы из полиэтилена), ГУИПП «Бендерская типография „Полиграфист“» (книжно-журнальная продукция, учебная литература), ЗАО «Типар» (полиграфия: этикетки, буклеты, календари, упаковки)

## Энергетика
Приднестровская Молдавская Республика полностью обеспечивает себя электроэнергией производства собственных электростанций и экспортирует электроэнергию в страны СНГ и дальнего зарубежья.

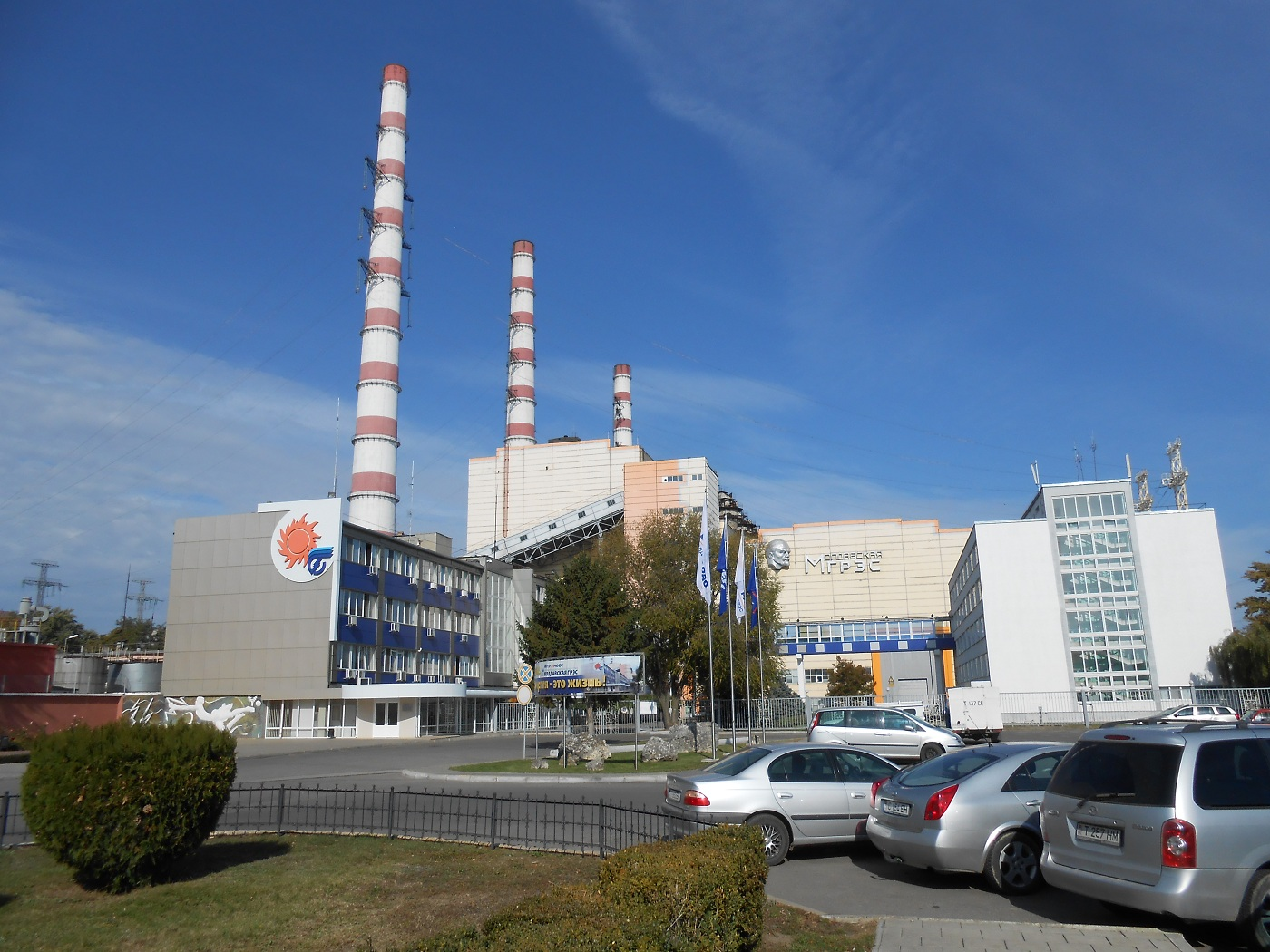
Молдавская ГРЭС

Основу энергетики Приднестровья составляют Молдавская ГРЭС (город Днестровск) и Дубоссарская ГЭС (город Дубоссары).
В 2005 году ЗАО «Молдавская ГРЭС» было приватизировано и затем вошло в состав российской группы Интер РАО ЕЭС. Несмотря на резкое падение выработки электроэнергии с советских времён и проблемы с поставками в Приднестровье энергоносителей для ГРЭС, текущий владелец возобновил экспорт электроэнергии в Румынию и планирует наращивать объёмы производства.
Объём производства электроэнергии в 2007 году составил 826,2 млн приднестровских рублей, увеличившись с предыдущим годом на 67,1 %.
В 2010 году в Тирасполе были запущены сразу две когенерационные электростанции.

## Инфраструктурный комплекс

### Комплекс инфраструктурных производственных услуг
В ПМР всесторонне развит комплекс отраслей экономики, обеспечивающий функционирование инженерной инфраструктуры различных зданий в населённых пунктах, создающий удобства и комфортабельность проживания и нахождения в них людей путём предоставления им широкого спектра услуг. Включает в себя также объекты социальной инфраструктуры для обслуживания жителей.
Много предприятий (в основном государственных или муниципальных) обслуживает Жилищно-коммунальное хозяйство, электроснабжение, теплоснабжение, водоснабжение жителей ПМР. Крупнейшие из них:
- ООО «Тираспольтрансгаз-Приднестровье»[78] (с филиалами во всех городах ПМР), обеспечивающий транзит российского газа на Балканы и газоснабжение городов ПМР и всех без исключения сёл ПМР (магистральные газопроводы и газопроводы предприятий российских собственников принадлежат РАО «Газпром» (РФ)[79], внутренние районные и городские газопроводы принадлежат Правительству ПМР)
- ГУП «Единые распределительные электрические сети (ЕРЭС)»[80] (с филиалами)
- ГУП "ГК «Днестрэнерго» (г.Днестровск с филиалом по обслуживанию высоковольтных линий электропередач в г.Дубоссары)
- ГУП «Водоснабжение и Водоотведение»[81] (с филиалами)
- МГУП «Тирастеплоэнерго»[82] (с филиалами)
- МУП «Бендерытеплоэнерго»[83]

### Транспортный комплекс

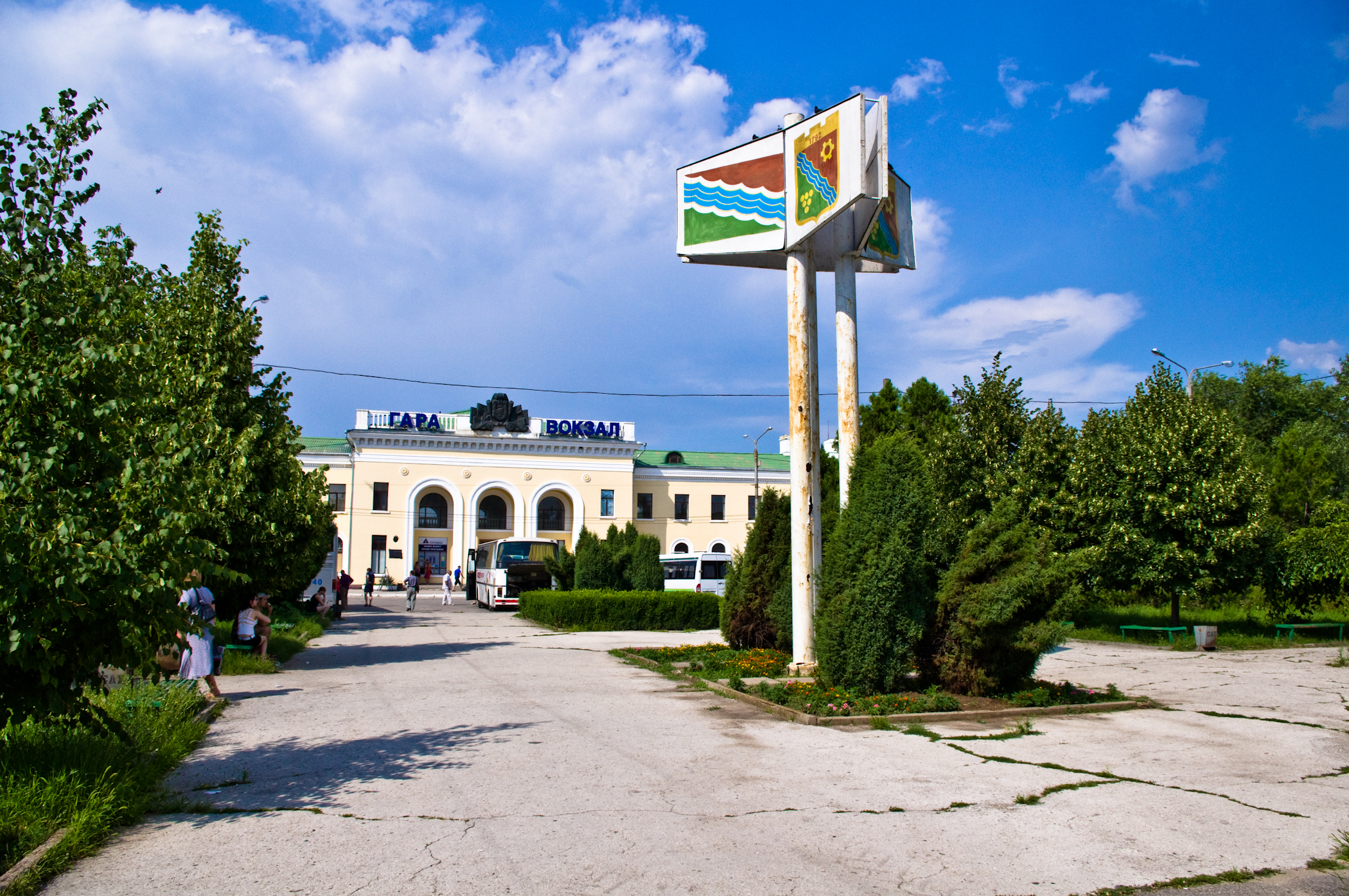
Железнодорожный и автовокзал Тирасполя

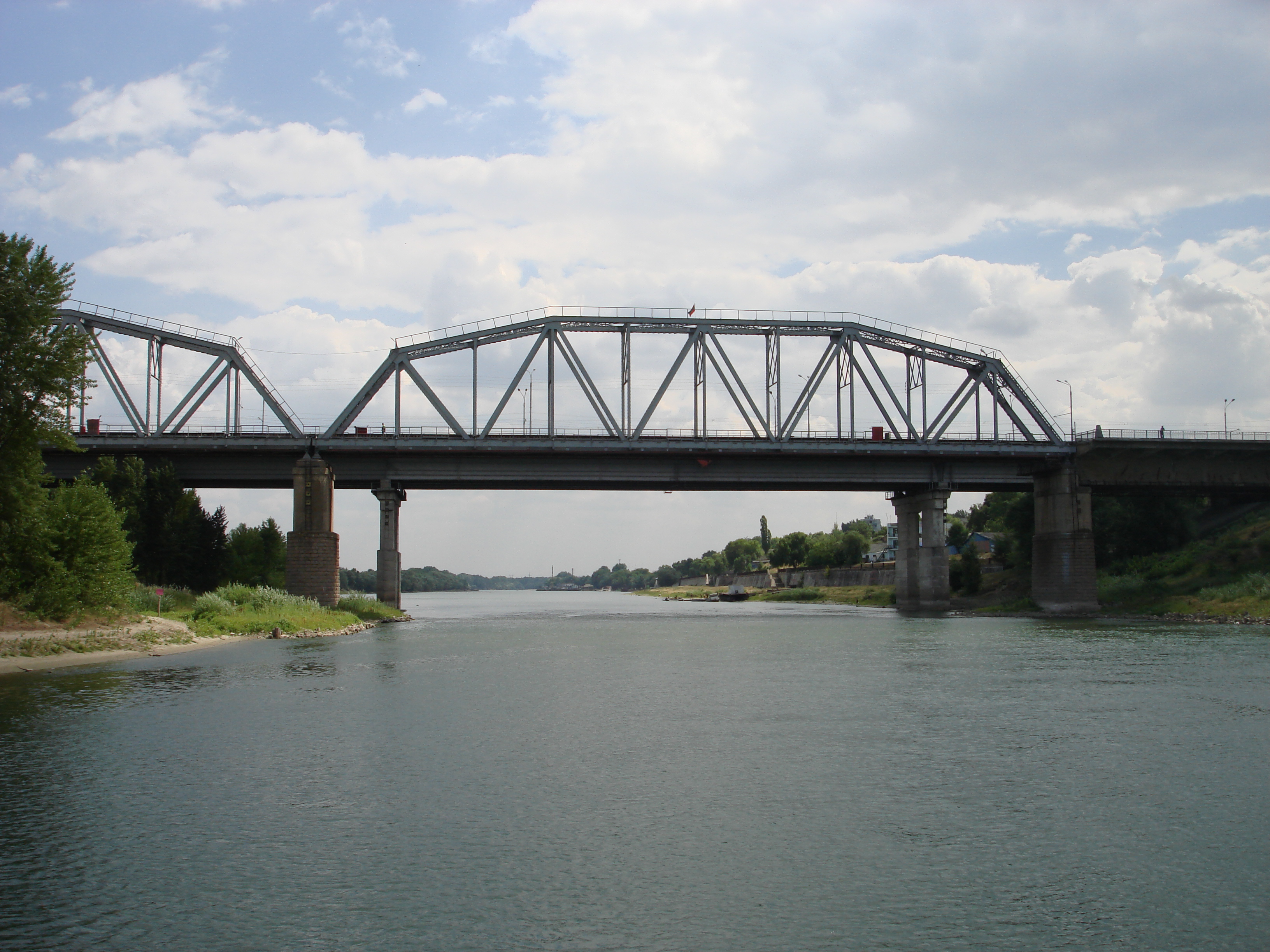
Железнодорожный мост через Днестр в Бендерах

#### Наземный транспорт

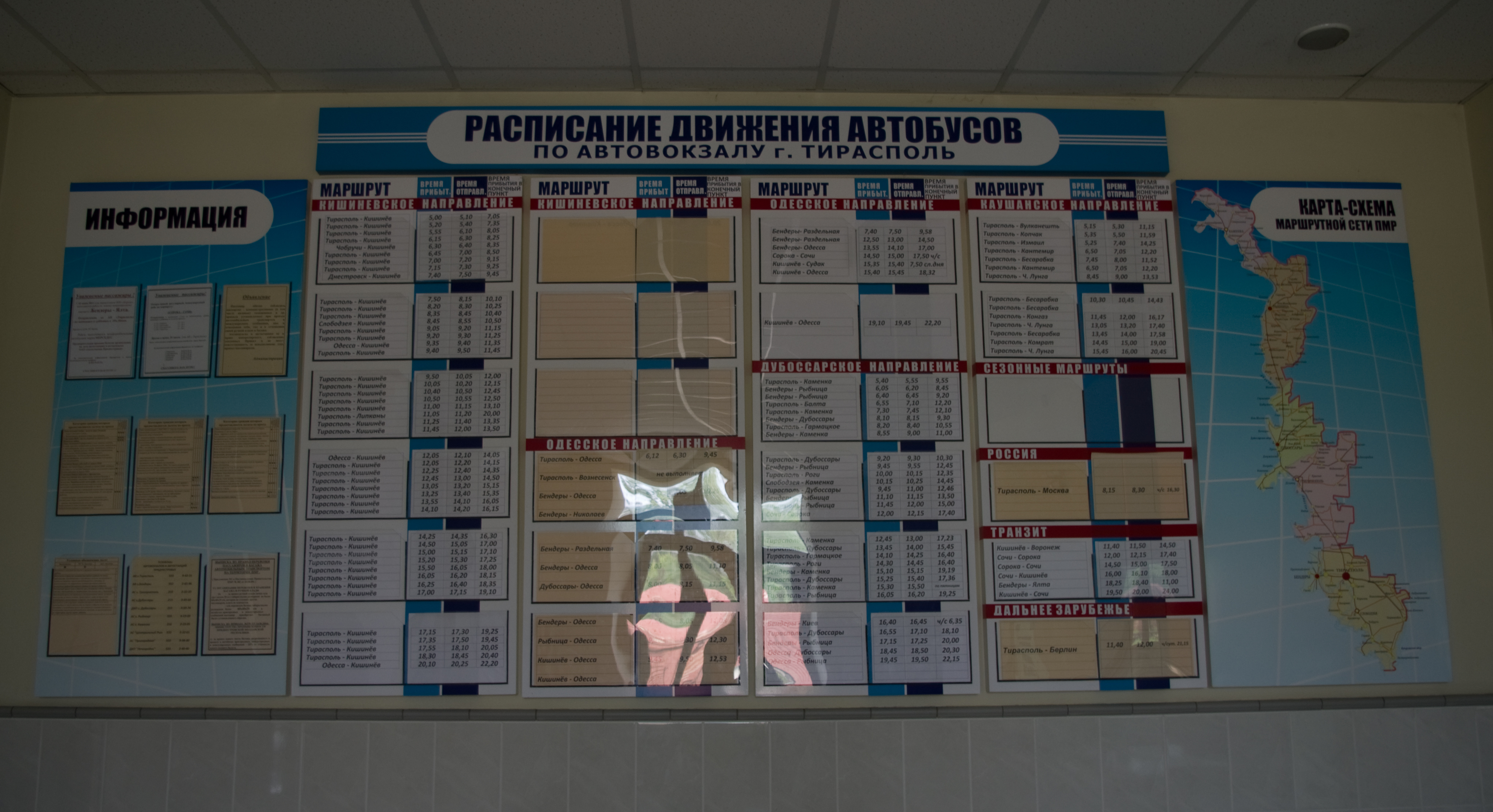
Расписание движения автобусов на автовокзале г. Тирасполь

Основным видом транспорта в Приднестровской Молдавской Республике является автомобильный (пассажирский и грузовой) транспорт. Объём перевозок грузов организациями автомобильного транспорта в 2007 году составлял 3944,2 тыс. тонн Основным транспортом является автомобильный. Главные шоссейные дороги: Первомайск — Тирасполь — Бендеры (E58), Тирасполь — Дубоссары — Рыбница.
Автобусным сообщением соединены все города ПМР, также по территории республики проходят транзитные автобусные рейсы между Украиной и Молдавией, международные рейсы ОАО «Автостанции Приднестровья», ООО «Виолан» (Бендеры), ООО «Спрос» (Дубоссары).
Из-за блокады в рецессии находится железнодорожный транспорт. В Приднестровье имеется пассажирское железнодорожное сообщение с Молдавией, Украиной, а через их территорию — и с другими странами. В 2004—2014 годах до победы Евромайдана на Украине проезд был возможен в ПМР из России железнодорожным транспортом по внутренним российским паспортам. Осуществляются транзитные грузовые перевозки. Местные перевозки, а также перевозки для приднестровских предприятий ограничены со времён кризиса 2006 года. За приднестровский участок железных дорог отвечает независимое от молдавских властей ГУП «Приднестровская железная дорога».
По территории ПМР проходит железная дорога Раздельная—Кишинёв от станции Ливада до станции Бендеры II, а также участок Колбасна-Рыбница. Часть линии Ливада — Новосавицкая проходила по территории Украины, что создавало существенные трудности в железнодорожном сообщении, поэтому в 2010 году между этими станциями была построена ветка в обход территории Украины длиной около 1,5 км.
До 2005 года через Тирасполь ходило большое количество пассажирских поездов из Кишинёва на Украину, в Россию и Белоруссию. В связи с началом экономической блокады большая часть пассажирских поездов была пущена в обход ПМР (в основном — через Могилёв-Подольский). По состоянию на 2015 год, через Тирасполь ходят две пары поездов в сутки — фирменный поезд «Содружество» (Москва — Кишинёв — Москва) и Кишинёв — Одесса — Кишинёв. Летом также ходит поезд 052Ж Саратов — Варна — Саратов.
В городах Тирасполь и Бендеры действуют троллейбусные линии. Также с 1993 года действует одна из немногих в СНГ междугородних троллейбусных линий между Тирасполем и Бендерами.

#### Воздушный, водный и трубопроводный транспорт
Регулярного авиационного сообщения на территории ПМР не существует, местные аэродромы используются только малой и военной авиацией. Ближайшие пассажирские аэропорты находятся в Кишинёве и Одессе.
В советское время по Днестру осуществлялись активные речные перевозки. В Приднестровье существует Рыбницкий речной порт и Бендерский речной порт. Из-за конфликтов с Молдавией (а так же заиливания фарватера) в данный момент перевозки не осуществляются, и по расчётам специалистов ПМР перевозки через извилистые излучины Днестра (от Григориополя до Дубоссар), а также через не имеющую шлюзов плотину Дубоссарской ГЭС вряд ли будут рентабельными.
По территории Приднестровья проходят международные транзитные газопроводы из России в Молдавию и другие страны Европы. Транзитные газопроводы безвозмездно переданы властями ПМР властям Российской Федерации, но обслуживаются специалистами приднестровской стороны (за транзит, за обслуживание транзитных газопроводов с России денег ПМР не требуют, как и Россия не требует оплаты за газ).

### Связь и телекоммуникации
Вклад услуг связи в ВВП ПМР составлял в январе—сентябре 2007 года 4,11 %.
Крупным местным телекоммуникационным оператором (мобильная связь в сети CDMA, доступ в интернет, фиксированная связь, местная телефонная связь, междугородная и международная связь, телевидение) является аффилированое с «Шерифом» СЗАО «Интерднестрком». Существует так же ряд локальных («домовых») сетей, интернет-клубов, ряд более мелких интернет-провайдеров (ООО «СкайНет» в Днестровске, НПЦ «Мониторинг» в Бендерах, ООО «Специалист» в Рыбнице).
Приднестровская Молдавская Республика имеет свои собственные несколько телевизионных каналов (государственных и негосударственных) и множество радиостанций, частоты которых, по настоянию Республики Молдова, не признаются соответствующими международными органами из-за непризнанности приднестровского государства. При этом Республика Молдова считает их сигнал «сепаратистским» и «террористическим», и на этом основании их «глушит» на подконтрольных властям Республики Молдовы территориях и настоятельно просит Украину поступать аналогичным способом.
Имеющийся на территории ПМР бывший всесоюзный радиотелецентр МАЯК в Григориопольском районе, в советское время осуществлявший вещание на страны Африки и Латинской Америки, в 2007 году был продан ФГУП «Российская телевизионная и радиовещательная сеть».
Почта ПМР функционирует независимо от Почты Молдовы, но для осуществления международных корреспонденций имеет кроме приднестровской регистрации ещё и вторую регистрацию — в Республике Молдове, где считается структурным подразделением их почты, но при этом не имеет никаких отношений с бюджетной системой Республики Молдовы.

### Торговля

#### Внутренняя торговля
Вклад розничной торговли и общепита в ВВП ПМР в январе — сентябре 2007 года составил 648 164 тыс. приднестровских рублей или 13,81 %

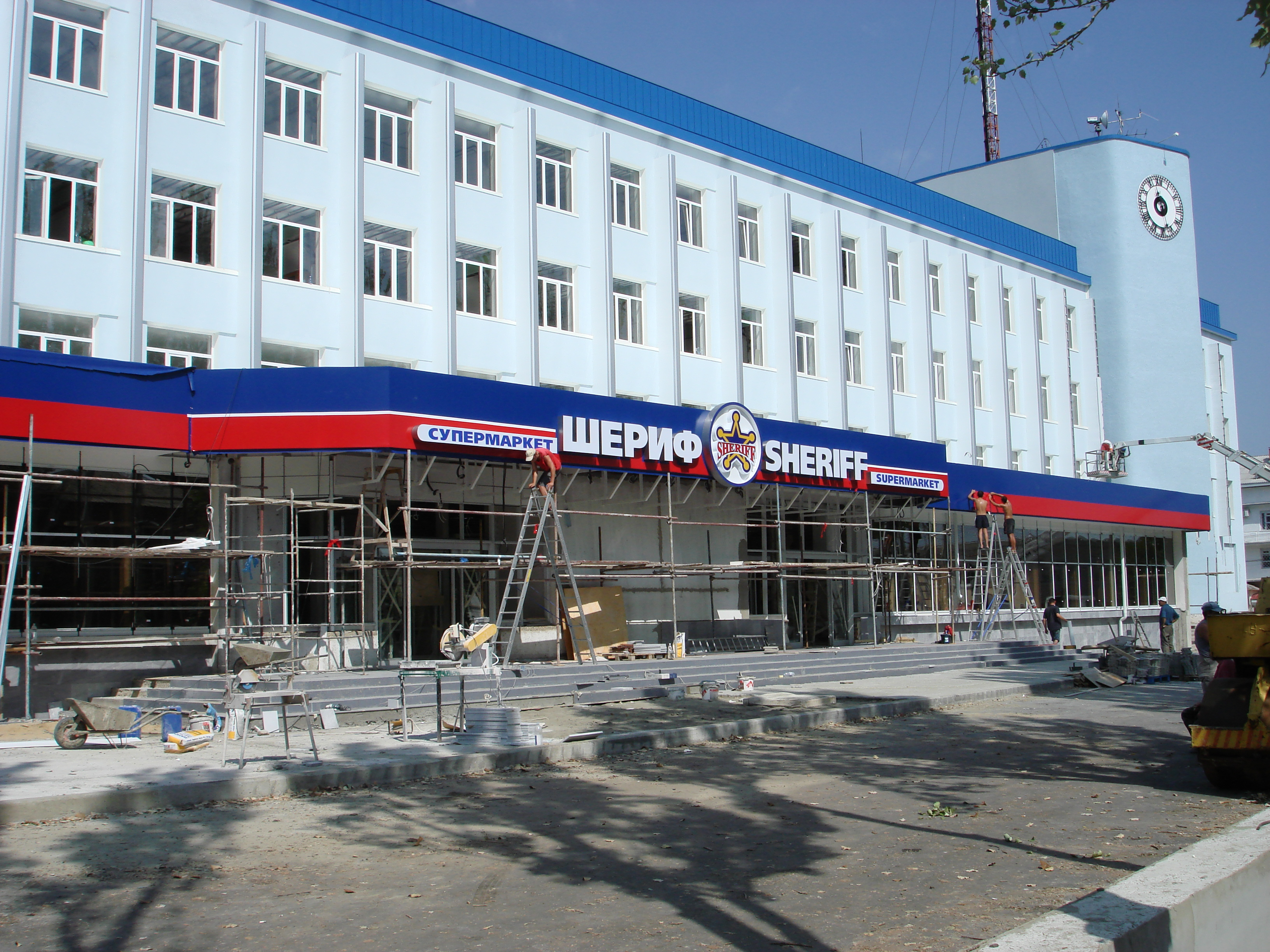
На строительстве супермаркета «Шериф» в Бендерах

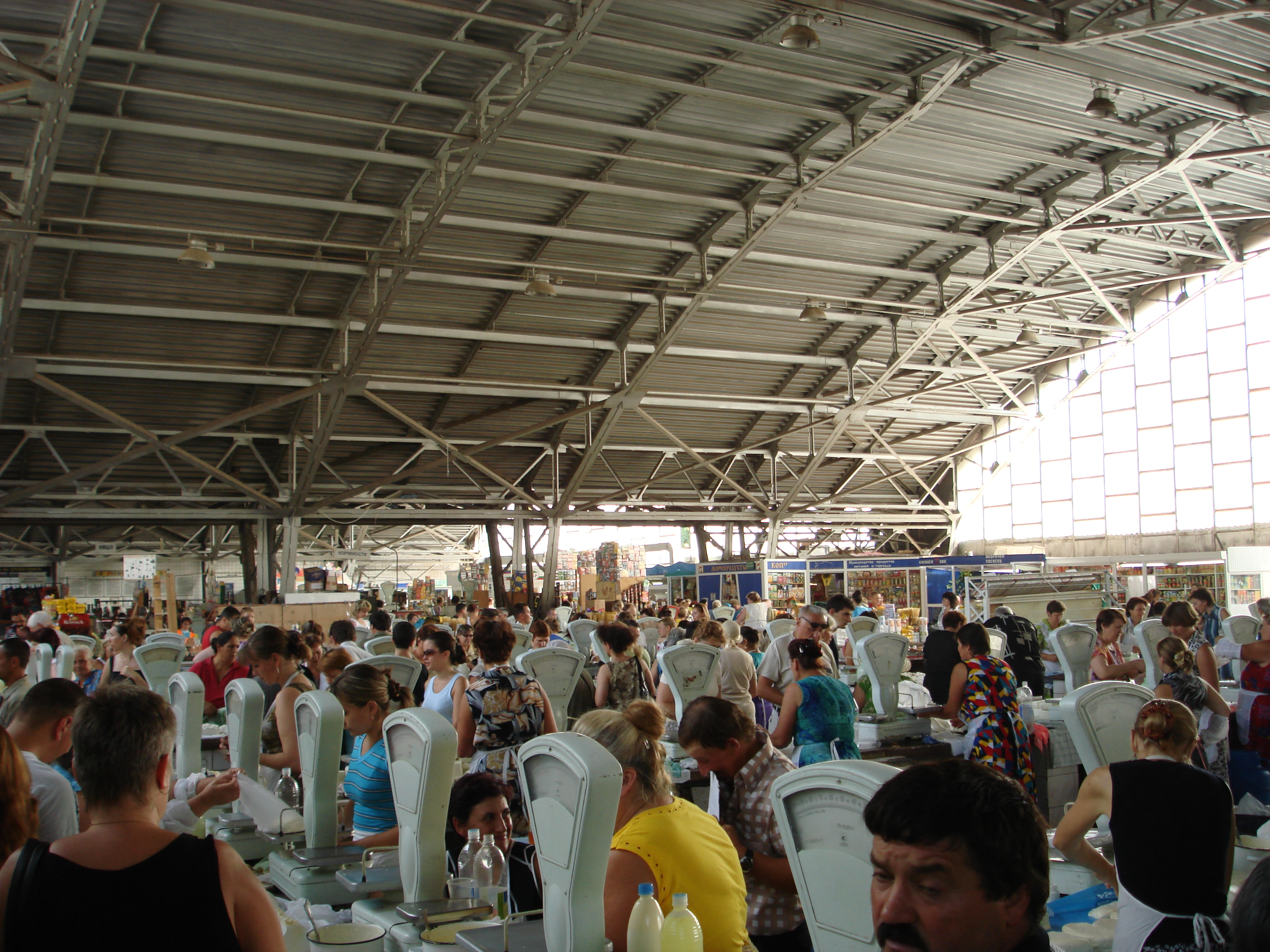
Рынок в Бендерах

В розничной торговле в Приднестровье лидирует компания Шериф, сетью супермаркетов во всех городах, телевизионным каналом, владеющая сетью автозаправок, вино-коньячным заводом «Квинт», центром выращивания осетров, хлебокомбинатом и двумя комбинатами хлебопродуктов, спорткомплексом «Шериф» и футбольным клубом «Шериф», издательским домом и рекламным агентством, прочими предприятиями.
Лидером в розничной торговле ПМР бытовой электроникой и электротехникой является ООО «Хайтек» (с филиалами-супермаркетами во всех городах ПМР).
Лидерами по оптовой и розничной торговле ПМР металлопрокатом и металлоизделиями, лакокрасками, сухими строительными смесями, гипсокартоном и комплектующими, напольными покрытиями, сантехникой, строительными и отделочными материалами в ПМР являются:
- торговый альянс «ЦЫТА»[93] (в селе Суклея с оптовыми базами продовольственных товаров,
- ООО «Фарба»[94] (с филиалами во всех городах ПМР).

#### Внешняя торговля
Транспортно-географическое положение Приднестровья может быть использовано в действующем транспортном коридоре между Россией и ЕС. Экспортный потенциал местных предприятий ограничивают требования Молдавии, которые подразумевают осуществление всех экспортно-импортных операций исключительно через железнодорожные станции Молдавии

Эмблема таможни ПМР

Внешняя торговля республики характеризуется постоянным превышением стоимости импорта над экспортом.
Основу экспорта ($727,0 млн в 2007 году) составляют чёрные металлы, электроэнергия, текстильные изделия, вино-водочные изделия.
Больше половины экспорта в 90-х и нулевых годах направлялось в страны СНГ, в основном в Россию, а также в Молдавию, Украину и Белоруссию.
С 2013 года основной экспорт приходится на страны ЕвроСоюза, не на много опередив экспорт в страны Таможенного Союза. Также товары экспортируются в Сербию, Египет и другие страны, не входящие в различные торговые ассоциации.
Согласно данным Министерства экономики ПМР, опубликованным 4 февраля 2014 года.
На базовые республики бывшего СССР приходится:
- на Россию приходится 17,6 % приднестровского экспорта,
- на Украину — 7,8 %,
- на Белоруссию — 0,5 %

На страны Евросоюза приходится:
- на Италию — 8,5 %,
- на Румынию — 7,7 %,
- на Германию — 5,1 %,
- на Польшу — 4,4 %[96].

Основу импорта ($1131,6 млн в 2007 году) составляют газ и нефтепродукты, чёрные металлы, минеральное топливо, оборудование и механические устройства, хлопок, продукты в супермаркетах. Страны СНГ поставляют более половины импорта, примерно четверть импорта приходится на ЕС.

## Агропромышленный комплекс и сельское хозяйство

### Общие сведения
Особенности сельского хозяйства Приднестровья сложились под воздействием комплекса следующих факторов:
- высокоплодородные почвы и значительный агроклиматический потенциал, благоприятные для интенсивного земледелия и животноводства;
- сельскохозяйственные традиции населения и достаточная обеспеченность трудовыми ресурсами, позволяющие осуществлять производство трудоемких видов продукции;
- высокая концентрация населения, обеспечивающая значительный рынок сбыта производимой сельскохозяйственной продукции.

В сельском хозяйстве Приднестровской Молдавской Республики сосредоточено 246 тыс. га сельскохозугодий. Пашня занимает 203 тыс. га. Многолетние насаждения занимают 24 тыс. га. Агропромышленный комплекс ПМР включает в себя 209 предприятий, организаций и учреждений. Хорошо развиты плодоовощеконсервная, зернопродуктовая, сахарно-спиртовая, мясомолочная подотраслями.
Кредитование сельскохозяйственных товаропроизводителей осуществляет ЗАО «Банк сельхозразвития».
Природные (почвенные и климатические) условия на территории Приднестровской Молдавской Республики способствуют формированию экспортно-ориентированного АПК и сельского хозяйства.
"Для территории ПМР характерным является равнинный рельеф с редкими балками. Более 80% земельных угодий — чернозёмы. Растительность классическая степная, в поймах реки луговая. Основная часть земель республики распахана. Лесные массивы покрывают 10% территории ПМР. Климат умеренно континентальный, количество осадков свидетельствует о том, что регион находится в зоне недостаточного увлажнения. Зима короткая, мягкая (средняя температура января -3,9 градуса по Цельсию). Ранняя с интенсивным прогреванием почвы и воздуха весна. Продолжительное, жаркое лето (средняя температура июля +21 градус по Цельсию). Теплая, затяжная осень"
АПК ПМР объединяет перерабатывающую сельскохояйственное сырьё промышленность (прежде всего пищевую), её специализированную инфраструктуру: транспортировку, хранение, оптовую, розничную торговлю и собственно сельское хозяйство (животноводство и растениеводство, кормопроизводство). Сельское хозяйство позволяет по основным продуктам полностью обеспечить потребность Приднестровья в продуктах питания и обеспечить независимость от внешних поставок. Объём ВВП АПК ПМР в 2013 году составил 2 130,00 млн руб. (на 40,4 % больше, чем за 2012 год)

#### Агрофирмы
В аграрном секторе республики действуют крупные агрофирмы (ориентированные как на местный рынок, так и на экспорт, в первую очередь в Россию).
Работают так же и более мелкие сельскохозяйственные производственные кооперативы. Повсеместно роаспространены многочисленные пригородные тепличные комплексы (крупнейшие в сёлах Подойма, Подоймица в Каменском районе ПМР; Владимировка, Терновка, Кицканы в Слободзейском районе ПМР) и теплицы в частных домовладениях; крупные и мелкие фермерские и крестьянские хозяйства, торгово-промышленные фирмы городов — арендаторы сельхозугодий.
Базовые агрофирмы ПМР:
- СООО «ПродЭко» (село Владимировка)

«Владимировский тепличный комбинат СООО „ПродЭко“ имеет общую площадь защищенного грунта 6 га и состоит из 2х отдельных теплиц 3-го поколения, разделенных на блоки-секции. Площадь одной секции составляет 283 м2. Всего 212 секций, каждая из которых остеклена, оборудована системой капельного орошения, системой отопления и освещением. Производственные мощности Комбината от 1000 до 1500 тонн продукции в свежем виде в год. Основной принцип в деятельности ПродЭко — обеспечение поставок экологически чистых продуктов питания. Ежегодно проводится сертификация овощей на соответствие стандарту агроэкологической продукции.
На территории Тепличного комплекса расположено административное здание, котельная, насосные станции, складские помещения, электрическая подстанция.
К теплицам ПродЭко прилегает участок сельскохозяйственных земель (открытый грунт) площадью 6 га., который используется для возделывания культур в летний период в соответствии с утверждённым севооборотом. Территория окружена защитными зелёными насаждениями (орех, тополь).
В 2016 году введена в эксплуатацию новая газовая котельная на основе водогрейного оборудования Buderus Logano SK745. Инвестиции в проект модернизации системы отопления составили более 4 млн руб. ПМР / 365 тыс.дол. США. В результате восстановлено круглогодичное производство в закрытом грунте.
В настоящее время ведутся проектные изыскания по внедрению системы нагнетания и очистки с помощью палладиевых катализаторов отходящих газов котельной и подкормки растений углекислым газом в целях повышения урожайности различных культур на 15-30 %.
Экологические подходы ПродЭко базируется на биозащите растений, в основе которой применение насекомых энтомофагов (клещ фитосейулюс и др.) и грибов-антагонистов (триходермин).

Подъездные пути: автомобильная дорога. Расстояние до трассы международного значения М14 Одесса-Черновцы-Брест — 1 км.»
- ООО «Рустас» (село Карагаш)

"На полях предприятия работают 6 зерноуборочных комбайнов, марки  «DEUTZ-FAHR» и «CASE», 3 горохоуборочных комбайна, марки «PMC», 1 комбайн для уборки сахарной кукурузы, марки «Burgoni» около 50 тракторов, в т.ч. 2 мощные трактора марки Кейс с полным комплектом современных производительных сельхоз машин к ним, что позволяет провести агроприёмы в оптимальные сроки. 

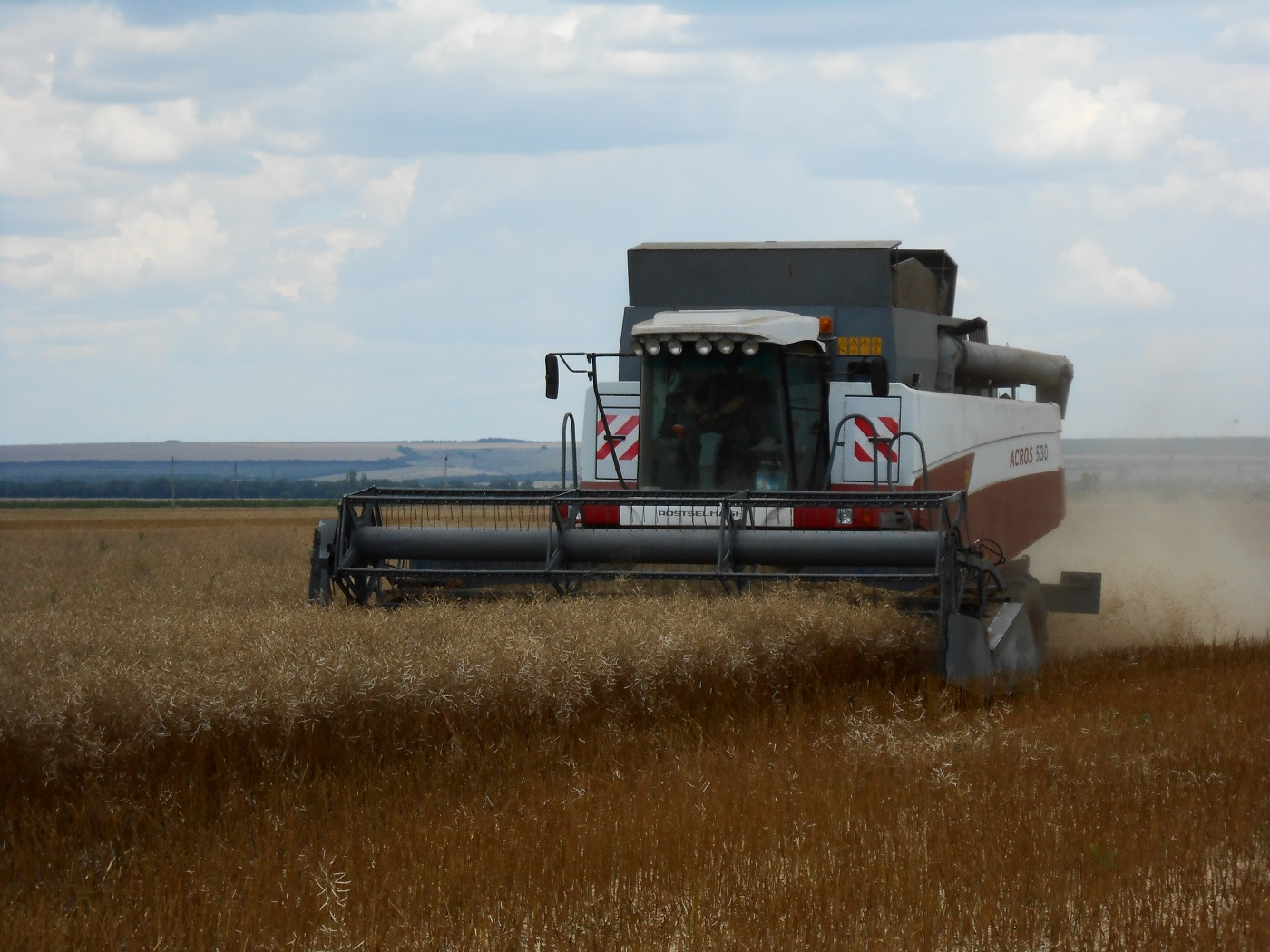
Комбайн ACROS 530 на уборке в Слободзейском районе

Производство овощей сконцентрировано на поливных землях на площади 1645 га. Для полива используется капельное орошение, мелкодисперсные оросительные системы барабанного типа, широкозахватная оросительная система «Кубань-800».
На предприятии имеется консервный завод «Октябрь», расположенный в пос.Красное, где консервируются овощи собственного производства, и производится фруктовые концентрированные соки.
Кроме того, фирма имеет в наличии складские помещения, фруктохранилища для хранения собственной готовой продукции объемом более 5000 тн., что позволяет нам быть конкурентоспособными на рынке плодоовощной продукции.
ООО с/х фирма «Рустас» — это комплексное предприятие, занимающееся производством и переработкой сельскохозяйственной продукции в Приднестровье. Сельхозугодия фирмы в количестве 6671 га расположены в с.Карагаш, г.Слободзея, пос.Первомайск, с.Чобручи и пос.Красное, из  них 5910 га  пашни и 271 га многолетних насаждений 
- ЗАО «Агростиль» (село Парканы)[105] — составная часть группы компаний «Евростиль» (мебельная промышленность и торговля) — «Агростиль» (АПК) — «Вавилон» (розничная торговля потребительскими товарами)[106], один из претендентов оспорить пальму первенства у "Рустас"а.

"Вид деятельности: производство молока, мяса; производство, переработка и реализация сельскохозяйственной продукции: зерновые и технические культуры, картофеля, лука, моркови, фруктов (персики, абрикосы, яблоки, груши) и др.

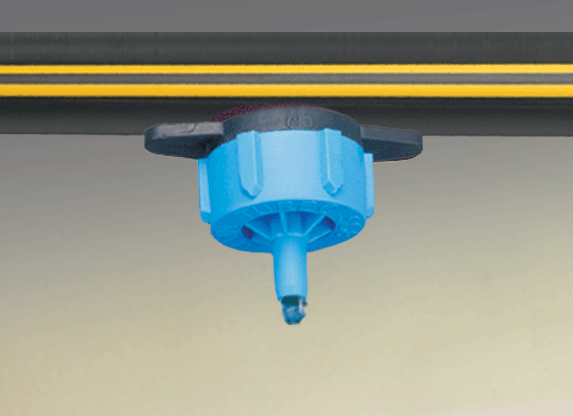
Капельница

«Агростиль» так же занимается производством и продажей натуральных соков; имеет собственную оптовую базу и сеть магазинов в Тирасполе
- ООО «Полюс-Агро» (село Кицканы)[109], ООО Агрофирма «Агростар» (село Ближний Хутор)[110], ООО Агрофирма «Солнце Дар» (г. Слободзея)[111], ООО Агрофирма «Градина» (село Парканы)[112] и многие другие[113]

### Пищевая промышленность
Пищевая промышленность республики представлена вино-коньячной, плодоовощеконсервной, зернопродуктовой, мясомолочной подотраслями (крупными предприятиями вино-водочной и консервной подотраслей, а также многочисленными крупными комбинатами муко-мольной промышленности, хлебокомбинатами, молочными комбинатами, различными предприятиями по переработке сельскохозяйственной продукции, и т. д.)

#### Вино-коньячная и плодовощеконсервная промышленность
Основные винно-коньячные комбинаты и винзаводы: «KVINT» (г.Тирасполь), «Букет Молдавии» (г.Дубоссары), «ВИНПРОМ» (г.Рыбница) и прочие.
Среди консервных заводов лидерами в ПМР являются: Каменский консервный завод (г. Каменка); консервный завод «Октябрь», (пос. Красное), принадлежащий агрофирме «Рустас»; ЗАО «Завод консервов детского питания» (г. Тирасполь с филиалом в селе Парканы); ОАО «Консервный завод 1 Мая» (г. Тирасполь, принадлежащий холодингу «Шериф») и прочие.

#### Зернопродуктовая промышленность

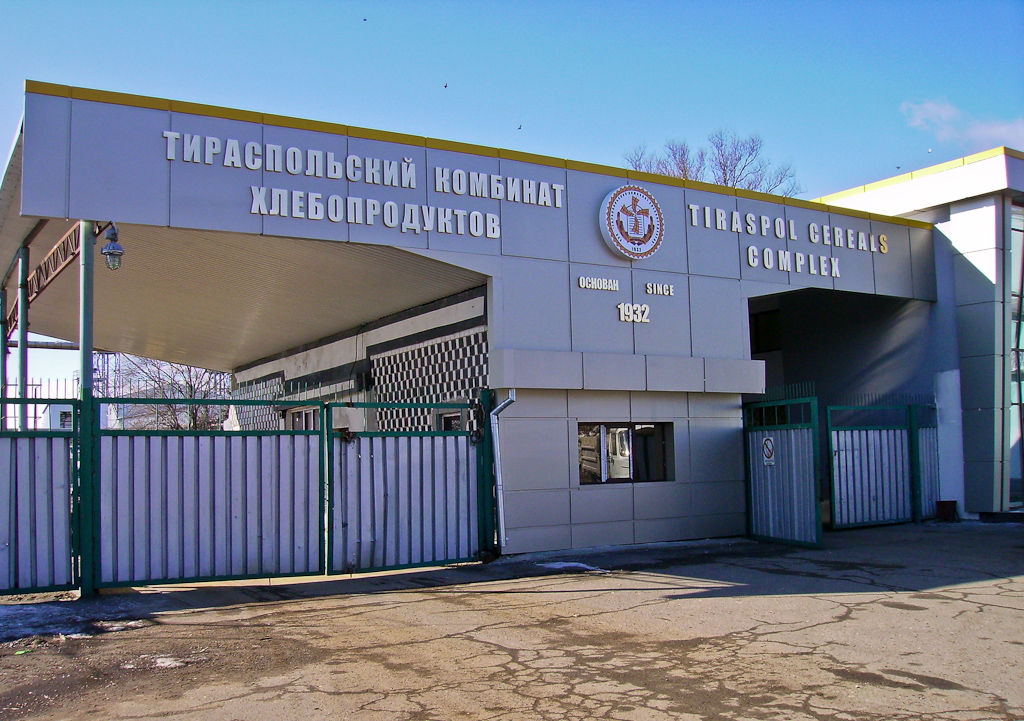
Тираспольский комбинат хлебопродуктов

Холдинг Шериф является собственником Бендерского комбината крахмалопродуктов, Тираспольского хлебокомбината и Тираспольского комбинат хлебопродуктов.
- Тираспольский хлебокомбинат производит различные сорта хлеба, хлебобулочные сладкие и кондитерские изделия, минеральную воду и безалкогольные газированные напитки[115],
- Тираспольский КХП производит муку[116], все виды круп и комбикорма,
- Бендерский КХП производит различные виды сиропов, патоку, глютен, сухие корма для животных[117].

С этими предприятиями в подотраслях мукомольно-крупяная промышленность, хлебопекарная промышленность, макаронная промышленность, кондитерская промышленность
успешно конкурируют и другие приднестровские комбинаты сферы АПК, а также производственные цеха приднестровских сотни агрофирм, множество мини-пекарен во всех городах ПМР.

#### Мясомолочная промышленность
Животноводческий комплекс республики остается в сложной ситуации. Из-за критического состояния кормовой базы и прекращения деятельности крупных животноводческих ферм и комплексов в 1990-е годы произошло снижение поголовья скота и птицы. Это вызвало падение объёмов производства основных видов продукции животноводства в республике: молока, мяса, яиц. Частично падение было остановлено в нулевых и вызвало небольшое возрождение отрасли в 10-х годах XXI века.
Промышленное производство мяса и молока, консервированной продукции в ПМР сконцентрировано на трёх десятках крупных предприятиях АПК.
Лучшей на рынке колбас считается продукция ЗАО «Бендерский мясокомбинат». За лидерство среди мясокомбинатов ПМР с ним борется Парканский мясокомбинат, входящий в структуру ДООО «Фиальт-Агро» Крупными производителями молочной продукции в ПМР являются ЗАО «Тираспольский молочный комбинат». С ним в конкурентную борьбу вступила компания «Люкка» (г.Рыбница), которая так же является основным дилером поставок сельхозтехники из Западной Европы в ПМР, владеет Рыбницким мокозаводом, сетью АЗС и магазинов в Рыбницком районе ПМР.

### Растениеводство
Основу растениеводства Приднестровья составляют зерновые, виноград, овощи, подсолнечник. В 2007 году регион пострадал от сильной засухи, потери составили около 46 млн. $. В республике из года в год также наблюдается спад животноводства. В целом вклад сельского хозяйства в ВВП Приднестровья в 2007 году составил 0,76 % по стоимости.
Растениеводство ПМР включает в себя полеводство, виноградарство, плодоводство, овощеводство и другие отрасли. Специфической особенностью Приднестровья является высокая доля сельскохозяйственных угодий в общей структуре земельного фонда — они составляют 71 %.

#### Полеводство
Производство зерна представлено во всех районах Приднестровья, а общая площадь под зерновыми культурами составляет более половины всех посевных площадей республики, среди которых преобладает озимая пшеница, ячмень, кукуруза на зерно.
Валовой сбор зерновых и зернобобовых культур первой группы (в физическом весе) составил 340,7 тыс. тонн против 330,6 тыс. тонн на аналогичную дату 2013 года, в том числе озимой пшеницы – 265,4 тыс. тонн против 262,6 тыс. тонн в 2013 году. Кроме того, в Каменском и Слободзейском районах намолочено 6 тыс. тонн зелёного горошка, что на 1235 тонн больше, чем в прошлом году. Продукция переработана на Каменском консервном заводе, консервном цехе ООО «Сельскохозяйственная фирма «Рустас» и ЗАО «Завод консервов детского питания».
Сахарной кукурузы намолочено более 17 тыс. тонн. Часть данной культуры пошла на заморозку, как в початках, так и в зерне, а часть – на консервирование. Перерабатывающими предприятиями подписаны контракты на отгрузку данной продукции в Российскую Федерацию.

Озимые культуры на зерно посеяны на площади 81 тыс. га, в том числе озимой пшеницы – 63,6 тыс. га или 104 % от плана

#### Виноградарствоиплодоводство
Традиционным направлением растениеводства в Приднестровье является садоводство и виноградарство. Выращивание винограда является одним из стратегически важных направлений в республике, обеспечивающих сырьём винодельческую и коньячную промышленность. В связи с этим площади виноградников растут, внедряются передовые технологии их обработки.
В 2014 году валовой сбор винограда составил 21 тыс. тонн против 23,2 тыс. тонн в 2013 году. Собрано 34,5 тыс. тонн овощей, 5 тыс. тонн картофеля, 8,3 тыс. тонн плодов, 2230 тонн сои, 3150 тонн льна. Валовой сбор, кроме плодов, на уровне прошлого года. Фруктов собрано на 40 % меньше за счёт сокращения уборочных площадей.

В республике продолжаются работы по раскорчёвке и закладке многолетних насаждений.
Основные плодовые деревья ПМР: грецкий орех, черешня, вишня, алыча, айва, персик, абрикос, яблоня, груша, слива, мирабелла, шелковица и так далее.

#### Овощеводствои возделывание технических культур
В прошлом ведущее место в растениеводстве ПМР принадлежало овощам, сахарной свекле, табаку и подсолнечнику, садам и виноградникам. В условиях независимого развития республики произошло снижение площадей под традиционными культурами и введение взамен них зерновых культур, обеспечивающих население хлебом.
После периода значительного снижения посевных площадей под овощами сельскохозяйственные производители Приднестровья вновь обрати ли своё внимание на эти традиционные культуры в нашем регионе. В итоге, постепенно восстанавливаются и увеличиваются посевные площади и растет валовой сбор овощных, а также бахчевых культур. Основным поставщиком овощей является Слободзейский район.
В 2014 году намолочено 81,5 тыс. тонн маслосемян подсолнечника при средней урожайности 16,7 ц/га. Показатели 2013 года по данной культуре составили 103 тыс. тонн при урожайности 20,8 ц/га. Сказались засушливые условия второй половины лета. Рапс посеян на площади 6,2 тыс. га или 70 % от плана
Значительно возросло выращивание картофеля. Внедрение современных технологий и высокопродуктивных сортов позволило существенно увеличить как площадь посевов (в 4—7 раз), так и валовой сбор (в 10 раз) картофеля, что даёт возможность полностью обеспечить население ПМР этим важным продуктом питания.
Основные овощные (в том числе бахчевые, зелень и корнеплоды) и зерно-бобовые культуры ПМР:
- помидор, сладкий перец, гагашар, баклажан, капуста белокочанная, капуста цветная, брюссельская капуста, лук репчатый, лук-порей, чеснок, и т. д.
- картофель, морковь, редька, редис, сахарная свекла, буряк и т. д.
- салат, сельдерей,укроп, спаржа, ревень, петрушка, мята, мелисса, душица, эстрагон, щавель, шпинат, любисток и т. д.
- кабачок, патиссон, огурец, дыня, арбуз, тыква и т. д.
- нагут, горох, фасоль и т. д.

### Животноводство
Животноводство ПМР включает в себя птицеводство, рыбоводство, свиноводство, скотоводство и другие отрасли.
Внедрение современных форм собственности и частного предпринимательства на селе способствовало активизации животноводческой деятельности (в первую очередь птицеводства).
Крупнейшие птицефабрики в ПМР принадлежат фирме «Калиюга».

#### Рыбоводство
1. Крупнейший рыборазводный комплекс принадлежит дочерней компании "Шериф"а — ООО «Акватир». Уникальное предприятие по выращиванию рыб осетровых видов (и производству натуральной чёрной икры стерляди, бестера, русского осетра и белуги) с применением новейших достижений и технологий в области осетроводства, соответствующим международным экологическим стандартам. Комплекс так же занимается промышленной переработкой и реализацией осетровых и иных видов рыб и морепродуктов.
В 2014 году расширение ассортимента выпускаемой продукции произошло за счёт следующих позиций: минтай вяленый ГОСТ 1551, путассу вяленая ГОСТ 1551, минтай горячего копчения ГОСТ 7447

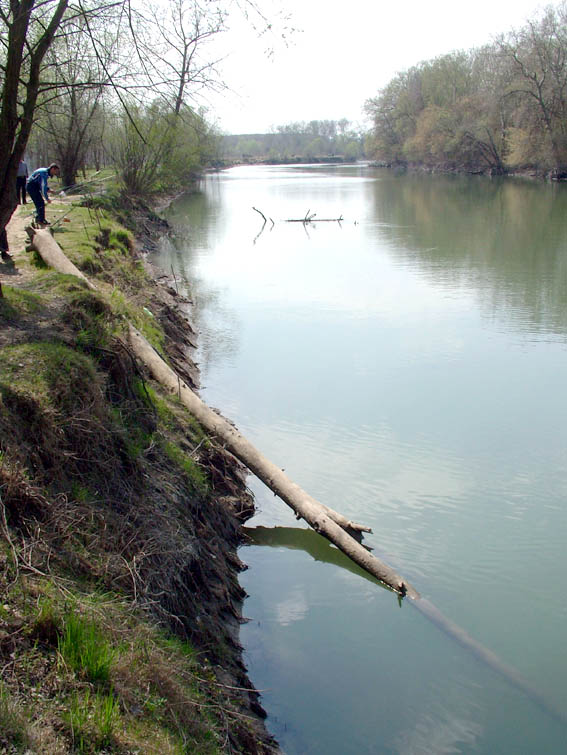
Турунчук — рукав реки Днестр

Производственный комплекс ООО «Акватир» уникален и не имеет аналогов в мире: управление всеми системами модуля полностью компьютеризировано; технология выращивания рыбы предусматривает замкнутый цикл водоснабжения. Вода поступает из артезианской скважины и проходит несколько степеней очистки; чёрную икру будут получать методом сдаивания (при этом сама особь остается живой). Планируется, что чёрная икра будет поставляться, прежде всего, на рынки Западной Европы, и, в перспективе, при наличии спроса, на рынок России.
2. В ПМР действуют около десяти крупных рыбхозов (рыборазводных хозяйств) по всей территории, примыкающей к рекам Кучурган, Днестр, Окна:
Крупнейшие из них сосредоточены в южной части Слободзейского района (сплошной линией от Кучурганского лимана до начала протоки Турунчук). В советское время из них славился «Незавертайловский рыбхоз» в селе Незавертайловка (основан в 1964 году и до сих пор остается в числе самых рыбных хозяйств в юго-западной части бывшего СССР):
"рыбное хозяйство Слободзейского района с площадями в 270 гектаров обеспечивало рыбными личинками не только часть Советского союза, но и Венгрию, Германию, а также Румынию с Кубой. 500 миллионов зародышей расходились по всему миру как жареная рыба. Цистерны стояли в очереди сутками. Но то, что было ещё вчера, сегодня - ностальгия.

Нет сегодня рынка сбыта. У нас сегодня есть возможность зарыбить всю Европу. У нас есть производительная группа, но у нас закрыты границы»
Так же в ПМР имеются частные фермы по выращиванию рыбы при крестьянско-фермерских хозяйствах.

## Социальный комплекс

### Пенсионная система и социальная защита
Примерно, каждый второй-третий житель ПМР — пенсионер (по выслуге, возрасту, инвалидности и т. д.).
Подавляющее большинство пенсионеров (около 90 %) в ПМР получают приднестровскую пенсию (хоть почти все из них имеют кроме непризнанного приднестровского гражданства так же и второе гражданство признанного государства: либо России, либо Молдовы, либо Украины; реже: Болгарии, Израиля, Белоруссии и т. д.)
- Российскую пенсию, как правило, получает незначительная часть военных пенсионеров СССР — граждан России (прописавшихся у родственников в России и живущие дома в ПМР по регистрации), либо те из пенсионеров, кто смог прописаться в России по месту рождения[136]; остальные граждане России в ПМР предпочитают получать приднестровскую пенсию, так как Россия не засчитывает их приднестровский трудовой стаж после 1991 года.
- Украинскую пенсию, как правило, предпочитают получать те из инвалидов, кто смог прописаться на Украине у родственников (по инвалидности на Украине пенсия выше приднестровской)[137]; остальные граждане Украины в ПМР предпочитают получать приднестровскую пенсию, так как по остальным категориям пенсионерам украинские пенсии ниже.
- Молдавскую пенсию, как правило, получают лишь единицы, не имеющие гражданства ПМР (менее одного процента пенсионеров, живущих в ПМР по регистрации). При этом Республика Молдова отказывается возвращать Придненстровской Молдавской Республике ту часть пенсионных накоплений, которая была осуществлена жителями Приднестровья до распада СССР[138].

### Здравоохранение
В структуру здравоохранения ПМР входит 48 лечебных учреждения (медицинский колледж, санатории, больницы, поликлиники (районные, стоматологические), центры гигиены и эпидемиологии и так далее). 24 из них — в центре Республики (15 — в г. Тирасполе, 9 — в г. Бендеры). И ещё 24 — на периферии: 6 — в г. Рыбнице и в с.Выхватинцы Рыбницкого района; 4 — в г. Дубоссары; 4 — в г. Каменка и с. Катериновка Каменского района; 4 — в г. Слободзея и селе Меренешты; 3 — в г. Григориополе; 3 — в г. Днестровске.
Дубоссарская и Григориопольская центральные районные больницы (ЦРБ) имеют филиалы (больницы c несколькими отделениями различной направленности) по крупным сёлам районов ПМР: сёла Цыбулёвка, Койково Дубоссарского района, сёла Карманово, Шипка, Токмазея Григигориопольского района
В каждом городе работает разветвлённая сеть конкурирующих друг с другом частных стоматологических кабинетов, государственных и частных аптек. Практически в каждом малом селе действует фельдшерско-акушерский пункт для отдалённых от городов и крупных сёл небольших населённых пунктов.

### Образование
Система общего образования ПМР — важнейшее звеном в структуре непрерывного образования. Система просвещения ПМР функционирует как единая система всех уровней и направлений образовательной деятельности, учитывая при этом региональные особенности каждого района ПМР и отдельно взятого города. В системе общего образования ПМР с 01.09.2013 года функционирует 165 школ (русских, молдавских, украинских), гимназий и лицеев (в 2012—2013 учебном году — 173). Так же в ПМР функционирует около полусотни спортивных, музыкальных, художественных, коррекционных школ, и около двух сотен детских дошкольных учреждений. В ПМР так же функционирую профессиональные лицеи, техникумы, 9 (девять) высших учебных заведений.
Пять государственных ВУЗа ПМР находятся в г. Тирасполе с филиалами в городах Бендеры и Рыбница — государственные ВУЗы непризнанной Приднестровской Молдавской Республики (в подчинении Министерства просвещения Приднестровской Молдавской Республики), сертифицированные в Министерстве образования и науки Российской Федерации:
- Приднестровский государственный университет имени Тараса Шевченко,
- Приднестровский Инженерно-технический институт с техническим колледжем имени Ю. А. Гагарина,
- Тираспольский юридический институт им. М. И. Кутузова[141],
- Военный институт министерства обороны Приднестровской Молдавской Республики имени генерал-лейтенанта Александра Ивановича Лебедя,
- Приднестровский государственный институт искусств имени А. Г. Рубинштейна

Остальные четыре ВУЗа ПМР негосударственные: филиалы ВУЗов России (оба — Москва) и ВУЗов Украины (Киев и Одесса):
- Тираспольский филиал НОУ ВПО «Московская академия экономики и права»,
- Тираспольский филиал НОУ ВПО «Московский институт предпринимательства и права»[143],
- Тираспольский филиал «Межрегиональной академии управления персоналом» (Украина)[144]
- Тираспольский филиал Одесской юридической академии[145]

### Культура
В подчинении государственной службы по культуре Приднестровской Молдавской Республики находятся:
- многочисленные историко-краеведческие и иные музеи (в том числе музей-комплекс «Бендерская крепость», Музеи А. В. Суворова и другие),
- дворцы культуры (в Тирасполе и Бендерах с филиалами в городских районах), городские дома культуры (с филиалами в различных микрорайонах городов и в крупных сёлах), мемориалы и памятники, парки культуры и отдыха,
- Приднестровский государственный театр драмы и комедии, Приднестровский государственный цирк, кинотеатры,
- государственные творческие коллективы (важнейшие: Государственный симфонический оркестр ПМР, Заслуженный ансамбль народной музыки и танца «Ватра» и Приднестровский государственный ансамбль танца и народной музыки «Виорика»),
- дома детско-юношеского творчества, туристические станции, станции юных техников, картинные галереи в 4-х крупных городах ПМР, сельские клубы и т. д.

### Отдых,туризмиспорт

#### Туризм
В Приднестровье относительно слаборазвита туристическая отрасль, несмотря на существование на территории республики природно-рекреационных и историко-культурных туристских ресурсов, ввиду боязни туристов ехать в непризнанную республику. Основным туристским ресурсом является природный комплекс долины реки Днестр, водопады и горы Каменки.

#### Спорт
В ПМР действует спортивный комплекс «Шериф», соответствующий требованиям приёма матчей лиги чемпионов и лиги Европы; с большой, малой и крытой аренами с естественным, комбинированным и искусственным газонами, соответствующим любым, даже самым жёстким требованиям футбольных евростандартов, с современными тренировочными полями для различных видов спорта, гостиницами для спортсменов и для болельщиков, мужскими и женскими раздевалками, бассейном и водными площадками для различных видов спорта, саунами.
Спортивные сооружения республиканского значения:
- Спортивный комплекс «Шериф» площадью в 65 га в Тирасполе — крупнейшее спортивное сооружение Приднестровской Молдавской Республики. В его состав входят: главная арена, малая арена (малый стадион), крытая арена (крытый стадион) с жилым комплексом для футболистов клуба «Шериф», гостиничный комплекс, детская Академия футбола, реабилитационный центр, спортзал, плавательный бассейн с вышкой[150], восемь тренировочных полей (четыре с натуральным покрытием, три с искусственным покрытием и одно смешанное), теннисный клуб.
- Ледовый комплекс «Снежинка» в городе Тирасполь. Позволяет развивать в Приднестровье такие виды спорта, как хоккей и фигурное катание[151].
- Городской стадион города Тирасполь — многофункциональный стадион, вмещающий 3525 человек[152], на котором проводятся многие республиканские спортивные соревнования.
- Стадион «Динамо» — многофункциональный стадион в Бендерах, вмещающий 5061 человек[152], является домашним стадионом футбольного клуба «Тигина».
- Стадион «Орашенец» (Городской) — многофункциональный стадион в Рыбнице, вмещающий 4500 человек, на данный момент используется в основном для проведения футбольных матчей клуба «Искра-Сталь»[153].
- Спортивный комплекс «Динамо-Авто» — многофункциональный стадион в селе Терновка, который вмещает 1300 зрителей, оснащен ложами для прессы и ВИП-гостей, а также вышкой для операторов[154][155].

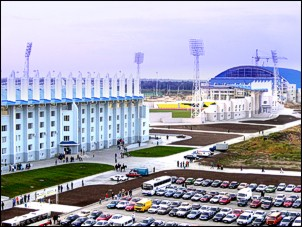
Спортивный комплекс «Шериф»
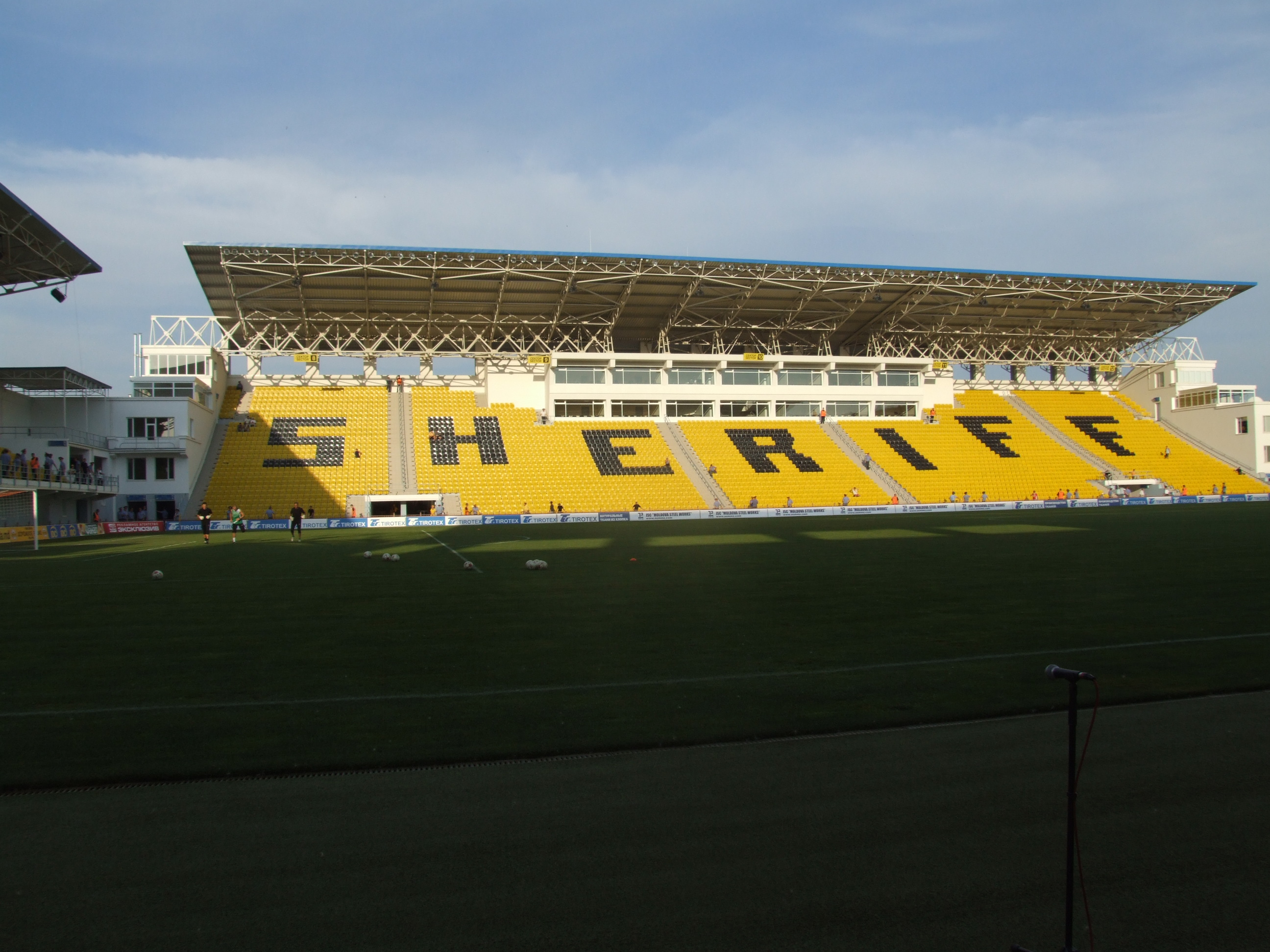
Главная арена спортивного комплекса «Шериф»
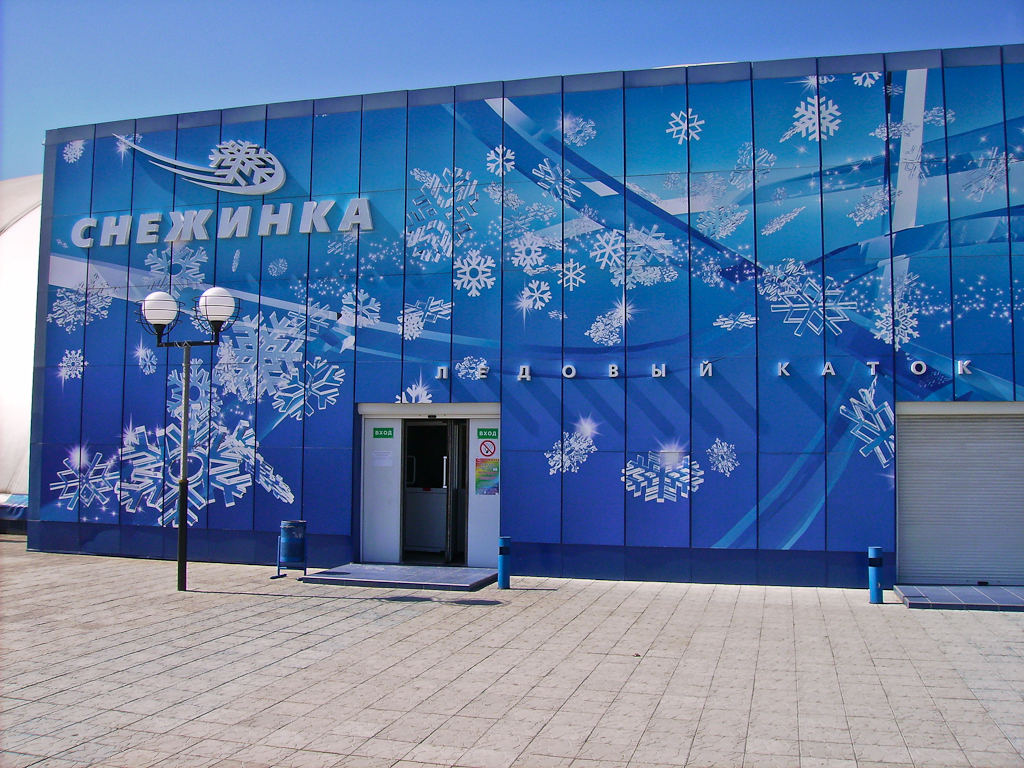
Ледовый комплекс «Снежинка»

### Государственная служба

#### Содержание правоохранительной системы и вооружённых сил
Общая численность Вооружённых Сил ПМР составляет от 5,0 до 7,5 тысяч человек. В случае начала боевых действий численность может быть быстро увеличена до 80 тысяч человек.

## Трудовые ресурсы и занятость
Самая большая проблема (как и в других ещё относительно бедных странах Европы: России, Украине, Белоруссии и так далее), увеличивающийся с каждым годом дефицит трудоспособной рабочей силы, и рост количества пенсионеров, в связи с низкой рождаемостью и высокой эмиграцией населения в другие, более богатые, страны мира. Особенно сложная ситуация с растущим демографическим кризисом во многих развивающихся странах Европы и Азии: Молдавии, Приднестровье, Белоруссии, Украине, России, Китае, Таиланде, и т. д. В этих стран обычный демографический кризис свойственный развитым странам усугубляться, часто ещё большим уменьшением официально работающей доли трудоспособного населения, в связи с обширной неформальной, теневой экономикой, ещё более низкой рождаемостью, ещё большей безработицей, ещё большем ростом пенсионеров в связи с меньшими здоровыми годами активной трудоспособной жизни, что вкупе с активной эмиграции молодого, экономически активного и самого трудоспособного населения в более богатые страны мира, приводит к замедлению экономического роста стран, и как следствия к замедлению роста зарплат и уровня жизни в странах, что в свою очередь замедляет сближение уровня жизни в развивающихся странах к уровню жизни развитых. Богатые развитые страны Европы и Азии, часто решают проблему демографического кризиса, просто увеличивая квоты на ввоз большего числа иностранной рабочей силу, что в свою очередь бедные, экономические не привлекательный, как для квалифицированной, так и не квалифицированной иностранной рабочей силы, развивающиеся страны себе позволить не могут. Как пример, экономика Приднестровской Молдавской Республики может столкнуться с широко обсуждаемой проблемой, Приднестровская Молдавская Республика может постареть быстрее, чём её население разбогатеет, что может привести к замедлению роста уровня жизни в Приднестровье и сближения её по зарплатам с другими развитыми и богатыми экономками Азии и Европы: Японией, Республикой Корея, Китайской Республикой, Швейцарией, Германией, Францией, Норвегией, Словенией и так далее. В худшем случае это может привести к экономическому застою, подобному японскому, наблюдаемому в Японии уже два десятилетия. Но с учётом, что Япония является экономически развитой, богатой страной, с высокими зарплатами, а Приднестровье лишь развивающейся.